# Географія Узбекистану
Узбекистан — центральноазійська країна, що знаходиться в глибині континенту і не має виходу до вод Світового океану . Загальна площа країни 447 400 км² (57-ме місце у світі), з яких на суходіл припадає 425 400 км², а на поверхню внутрішніх вод — 22 тис. км². Площа країни приблизно дорівнює ⅔ площі України, трохи більша за площу Каліфорнії. 

## Етимологія
Офіційна назва — Республіка Узбекистан, Узбекистан (узб. O'zbekiston Respublikasi, O'zbekiston). Назва країни походить від етноніма узбеки та перського слова «стан», що означає земля, край, країна, тобто Земля узбеків. Походження етноніму узбек залишається спірним. За однією версією, це епонім від імені хана Узбека. За іншою, це ім'я означає незалежний або пан сам по собі, від «оз» — сам і «бек/бай/бег» — дворянський титул. За третьою теорією «уз» виводиться від етноніму тюрків-огузів і слова бей, тобто угузбей — пан огузів.

## Географічне положення
Узбекистан — центральноазійська країна, що межує з п'ятьма іншими країнами: на сході — з Киргизстаном (спільний кордон — 1314 км), Таджикистаном (1312 км), на півдні — з Афганістаном (144 км), на півночі — з Казахстаном (2330 км), на південному заході — з Туркменістаном (1793 км). Загальна довжина державного кордону — 6893 км. Узбекистан має 4 анклави в Ферганській долині, відділених від основної території територією Киргизстану. На території Узбекистану знаходяться анклави Таджикистану (Сарвак) і Киргизстану (Барак).

Карта Узбекистану від ООН (англ.)
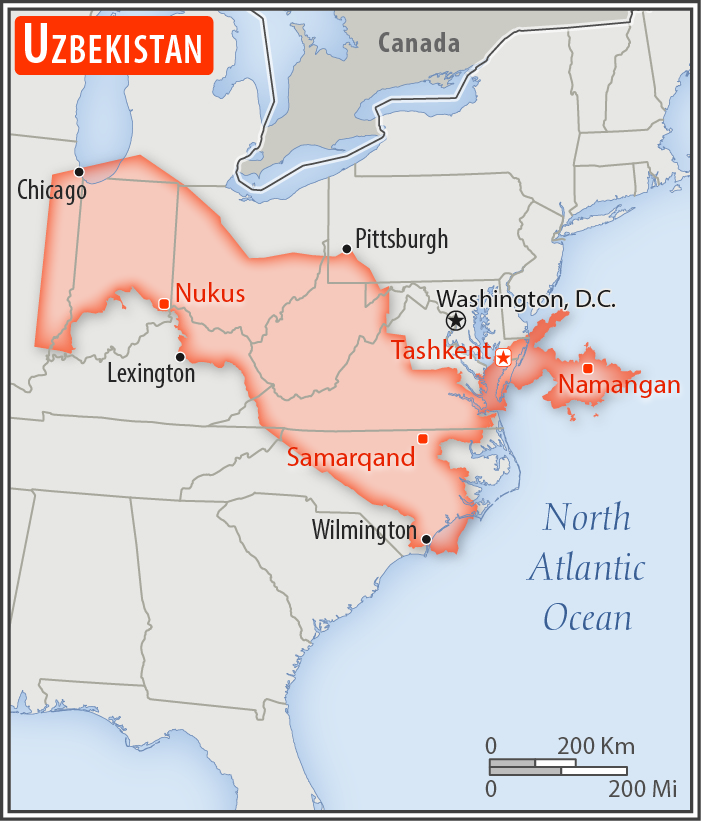
Порівняння розмірів території Узбекистану та США
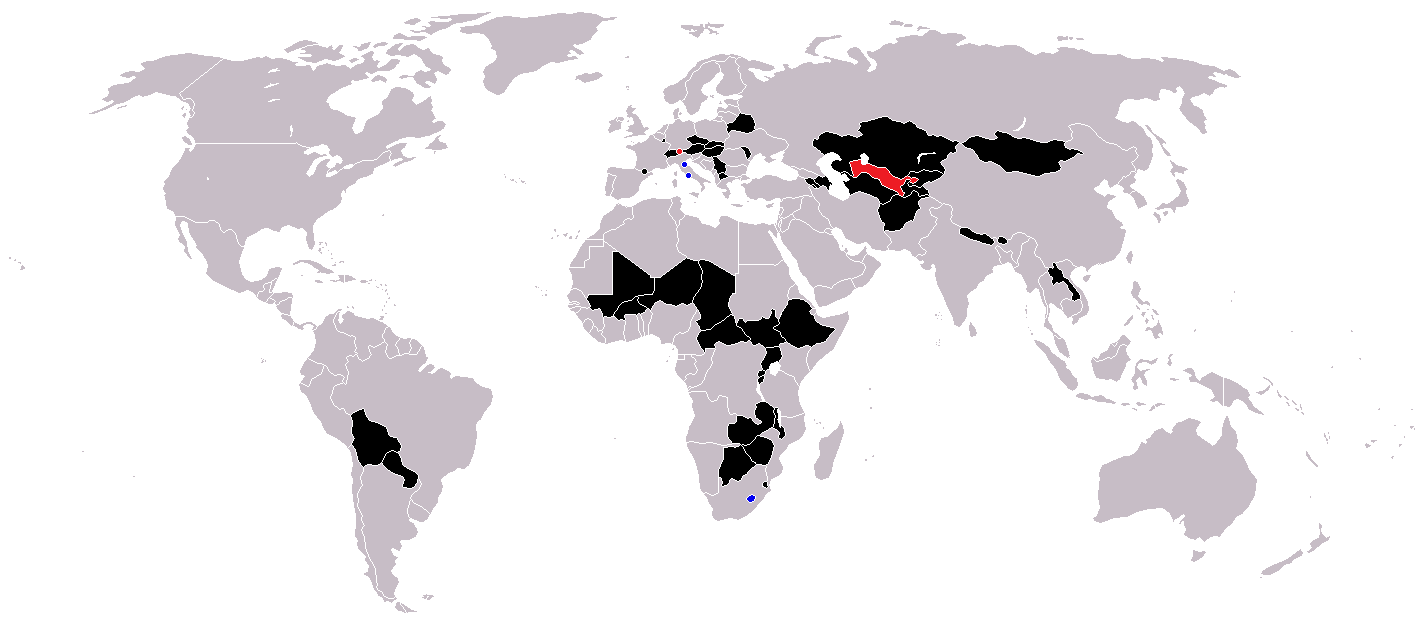
Узбекистан межує лише з країнами, що не мають виходу до моря

Країна не має виходу до вод Світового океану. Це єдина країна в світі, якщо не рахувати європейську мікродержаву Ліхтенштейн, що оточена з усіх сторін країнами, що теж не мають виходу до моря, тобто така собі суходільна країна другого порядку. Довжина узбережжя внутрішнього висихаючого Аральського моря 420 км.

### Час
Час в Узбекистані: UTC+5 (+3 години різниці часу з Києвом).

## Рельєф
Середні висоти — дані відсутні; найнижча точка — западина Мінґбулак (-13 м); найвища точка — гора Хазрат-Султан (4643 м). Більша частина Узбекистану розташована у межах Туранської низовини, значну частину якої займає пустеля Кизилкум. На півн.-сході і півдні передгір'я і відроги Тянь-Шаню та Гіссаро-Алаю. Висота хребтів понад 4000 м. Між ними розташовані міжгірські западини: Ферганська, Зеравшанська, Чирчик-Ангренська та ін. 

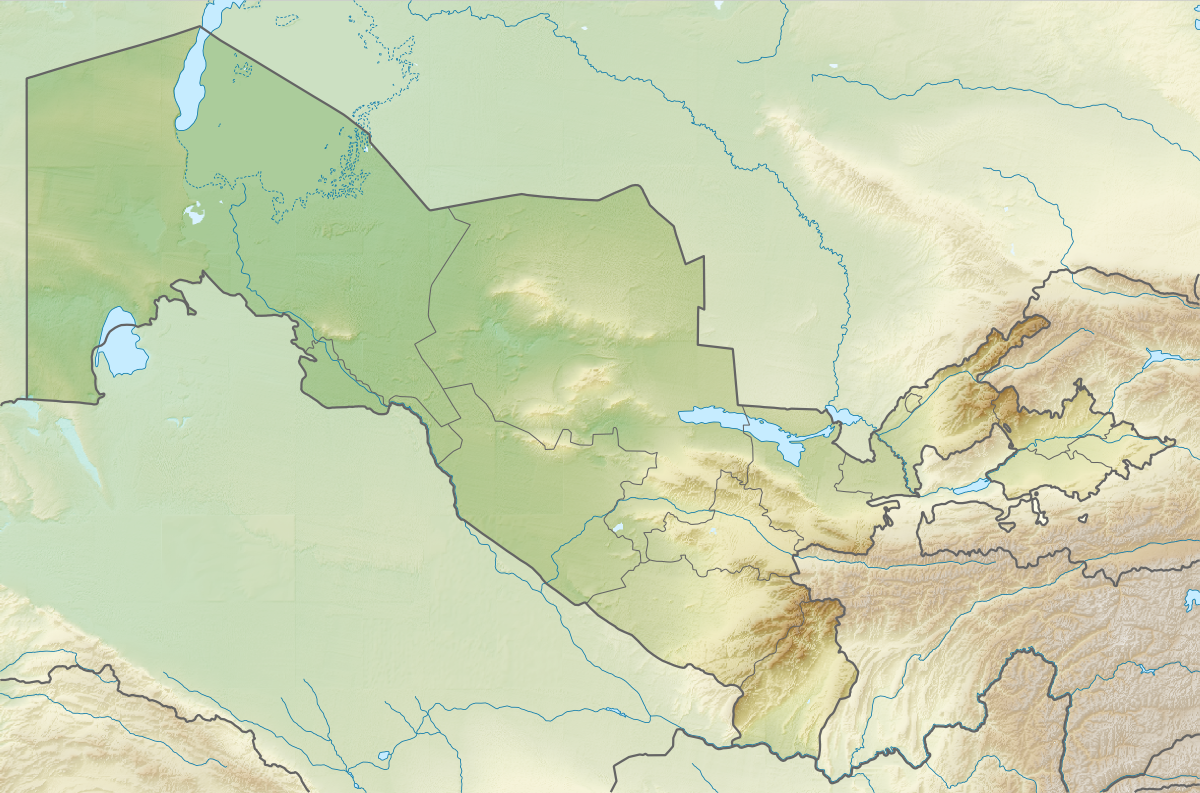
Рельєф Узбекистану
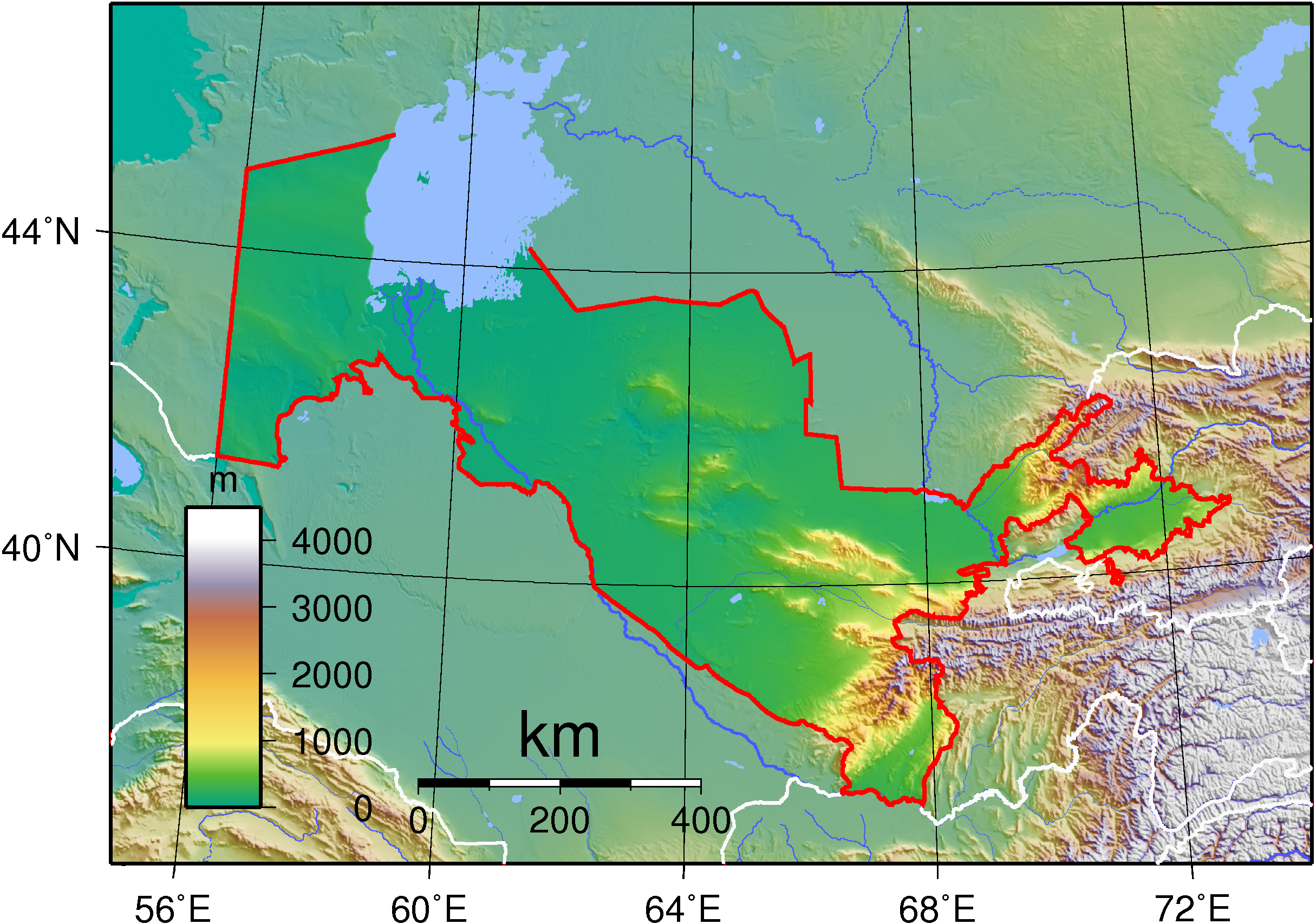
Гіпсометрична карта Узбекистану
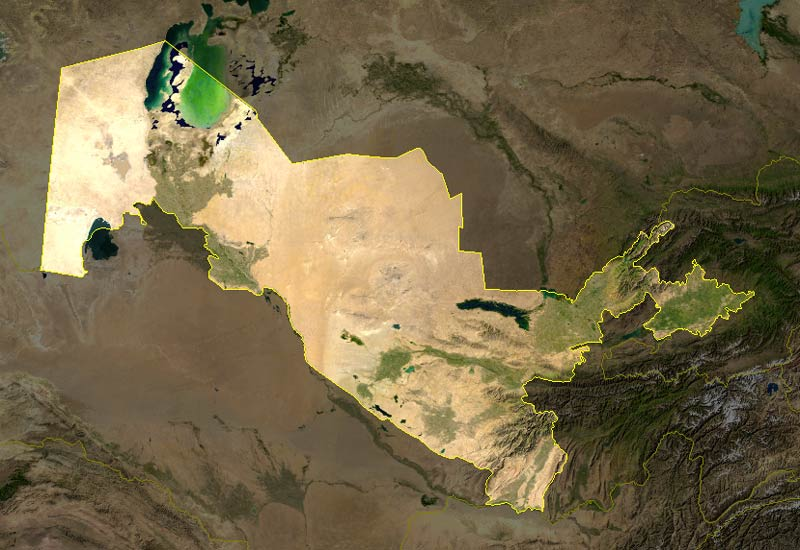
Супутниковий знімок поверхні країни
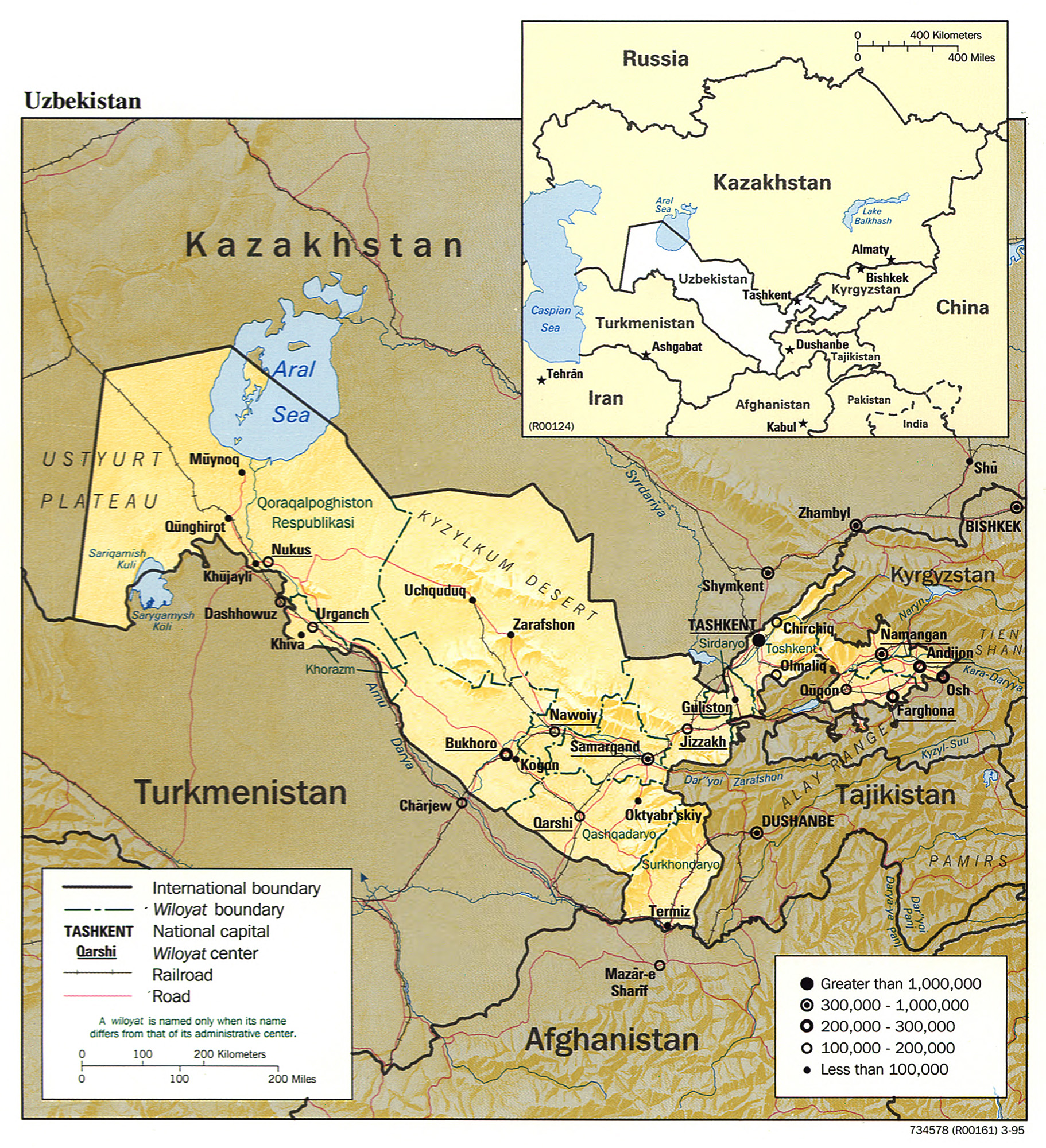
Карта країни (англ.)

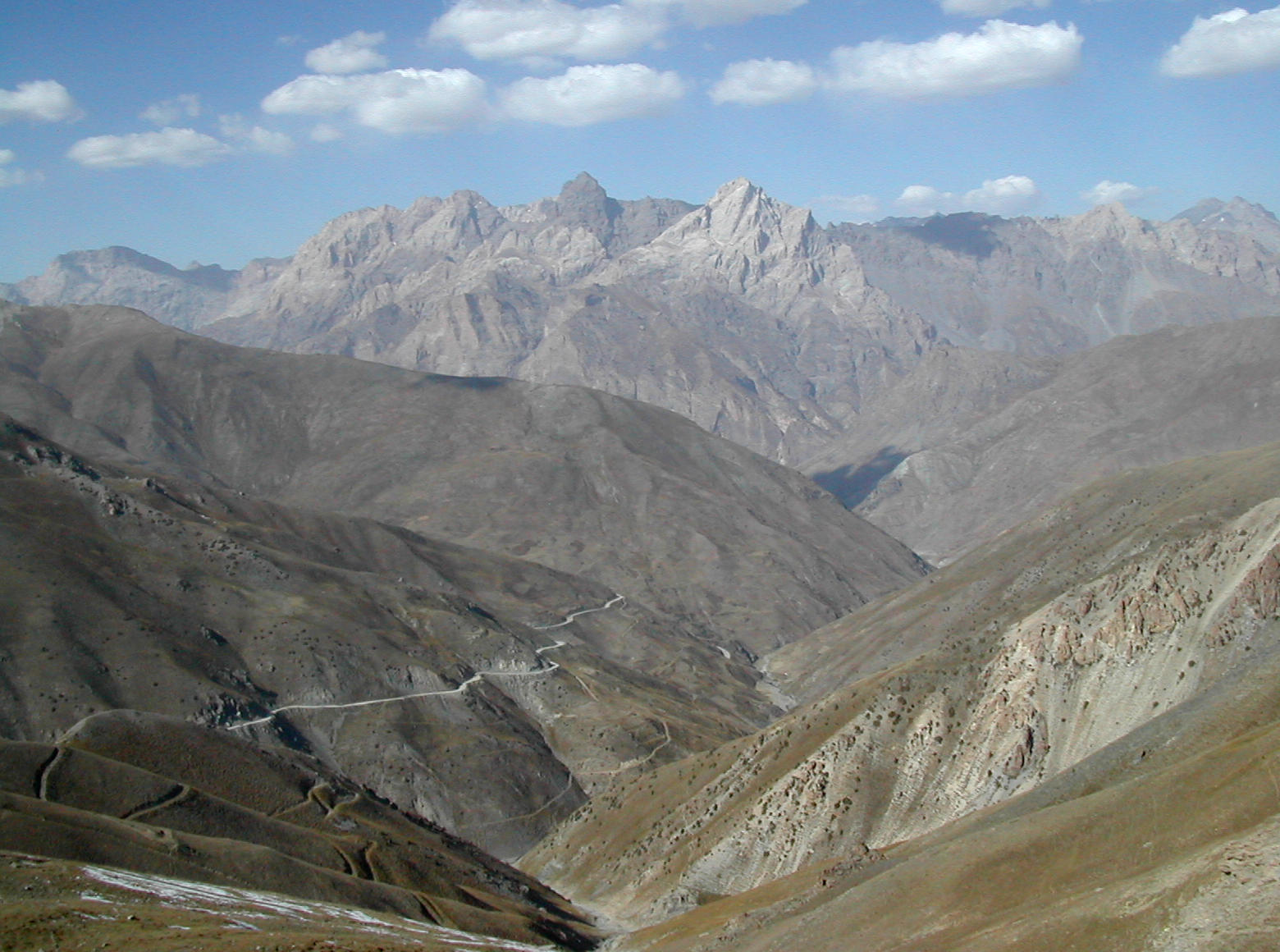
Гісарський хребет
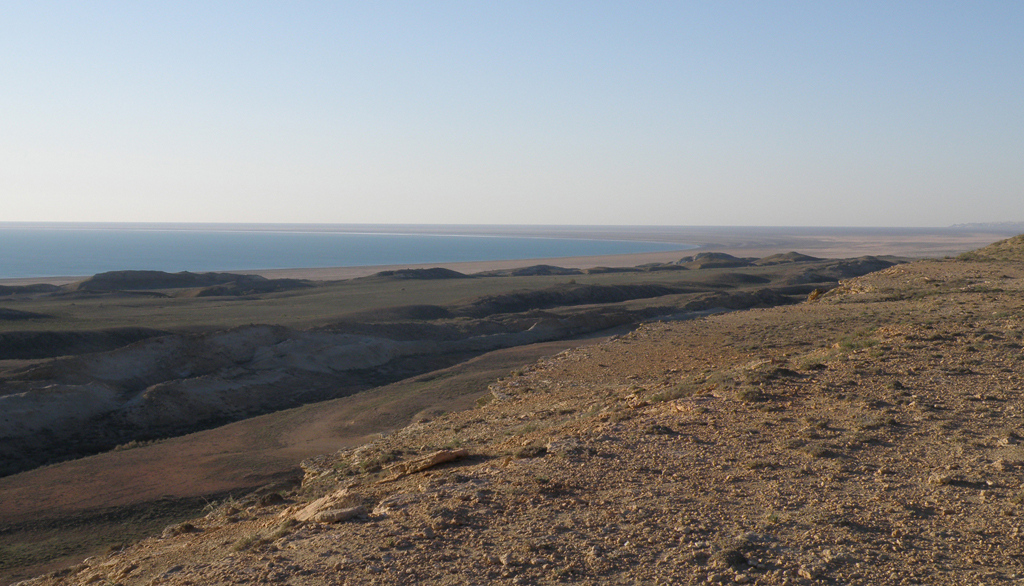
Плато Устюрт

## Клімат
Більша частина території Узбекистану лежить у помірному кліматичному поясі континентального типу, південна — у субтропічному. На півночі превалюють помірні повітряні маси цілий рік, західний масоперенос. Значні сезонні амплітуди температури повітря. Розподіл атмосферних опадів зменшується з півночі на південь можливе випадіння снігу. На півдні влітку переважають тропічні повітряні маси зі спекотною посушливою погодою, взимку — помірні, що приносять прохолоду.

Сонячна радіація (англ.)Сонячна радіація (англ.)
Кліматична карта Узбекистану (за Кеппеном)
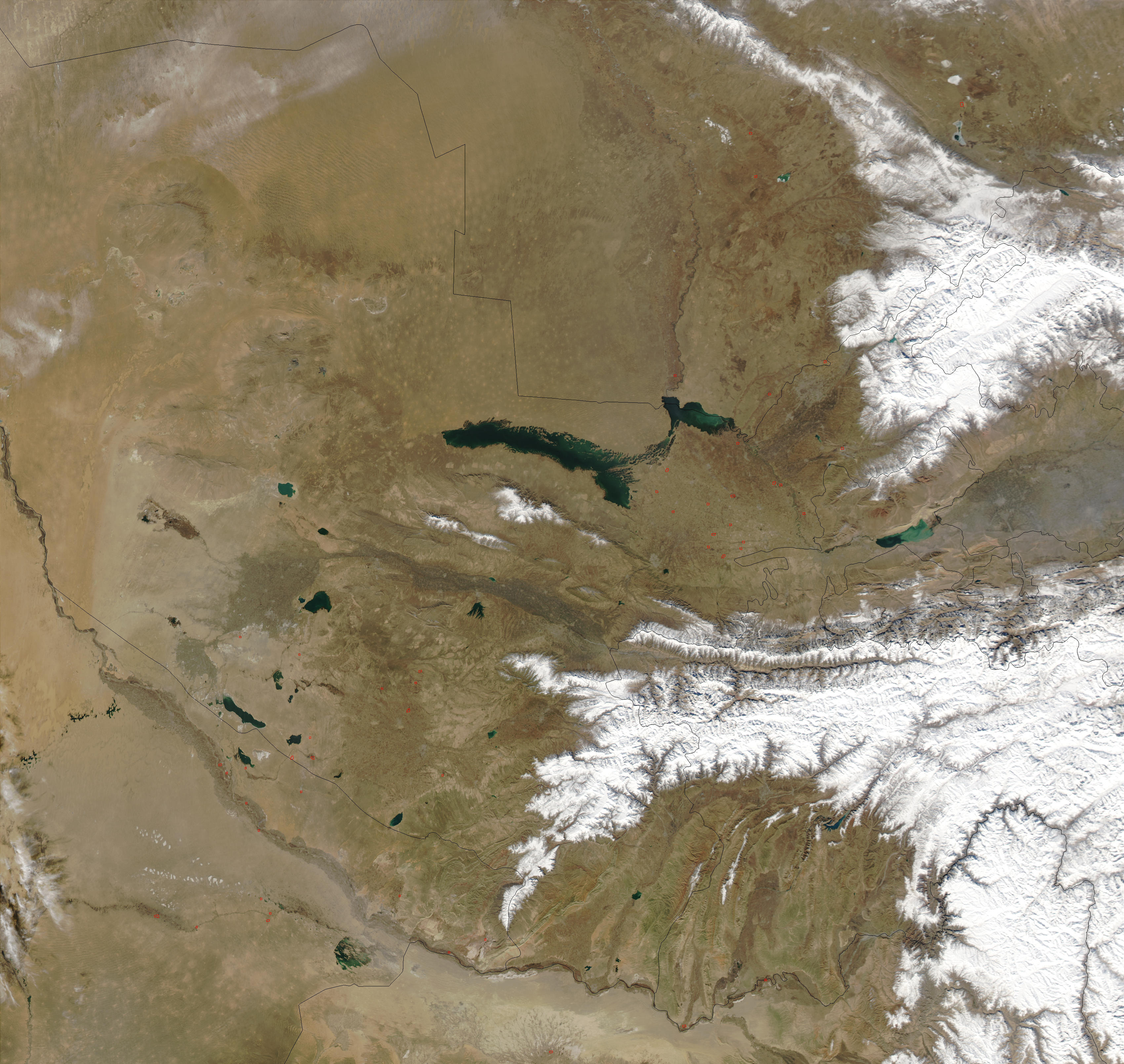
Узбекистан узимку 2003 року з космосу

Узбекистан є членом Всесвітньої метеорологічної організації (WMO), в країні ведуться систематичні спостереження за погодою.

## Внутрішні води

### Річки
Річки країни належать безстічним областям Центральної Азії — басейнам Амудар'ї та Сирдар'ї. Щільність річкової мережі в різних частинах території неоднакова. На рівнинах річок дуже мало (20 м річок на км2 площі), а в горах та адирах, навпаки, густота річкової мережі велика. Гірські річки у верхів'ях мають вузьке русло, швидку течію і утворюють численні пороги і водоспади. На рівнині течія річок уповільнюється і вони утворюють тут меандри та закрути.
Різними є також джерела живлення річок. Амудар'я, Зарафшан, Ісфайрамсай, Сох, Ісфара беруть початок в горах на висоті 4500 м і живляться талими водами з льодовиків і вічних снігів. Повінь на них відбувається у липні — серпні. Сирдар'я, Нарин, Карадар'я, Чирчик, Сурхандар'я беруть початок у горах на висоті 3400 м, живляться сніговими і льодовиковими водами, а багатоводними стають у травні — червні. Кашкадар'я, Гузардар'я, Санзар, Ахангаран, Гавасай та інші річки реки беруть початок на висотах нижче 3400 м та у низькогір'ях. Вода в цих річках починає прибувати вже у квітні за рахунок танення снігів, дощів та підземних джерел. 

#### Амудар'я
Амудар'я — одна з найбільших річок Центральної Азії. Її довжина становить близько 2540 км (близько 1000 км в межах Узбекистану). Витоки річки знаходяться в Памірі, а впадає вона у висихаюче Аральське море. Основне живлення річки — снігово-льодовикове, що забезпечує високу водність влітку, коли потреба в зрошенні найбільша. Узбекистан використовує води Амудар’ї головним чином для іригації, що істотно знижує її стік до Аралу. Основні притоки: Кашкадар'я, Сурхандар'я та Зарафшан. Єдина судноплавна річка країни.

#### Сирдар'я
Сирдар'я бере початок у горах Тянь-Шаню. Довжина річки становить близько 2212 км, (понад 1400 км в межах Узбекистану). Річка перетинає долину Фергани, проходить через Ташкентську, Сирдар'їнську і Джизакську області й також впадає в Аральське море. Її води активно використовуються для зрошення, що спричинило значне скорочення обсягів води, які доходять до Аралу. Притоки Сирдар'ї на території Узбекистану порівняно малі, багато з них пересихають улітку. Серед них можна відзначити Чирчик, Ахангаран і Карадар'ю.

#### Зарафшан
Зарафшан — одна з історично важливих річок, відома як «ріка золота» (переклад із перської). Її довжина — близько 877 км, вона бере початок у Таджикистані та тече територією Самаркандської і Бухарської областей. Раніше Зарафшан впадала в Амудар'ю, але нині її води повністю використовуються для зрошення, тому річка закінчується в пустелі Каракуми. 

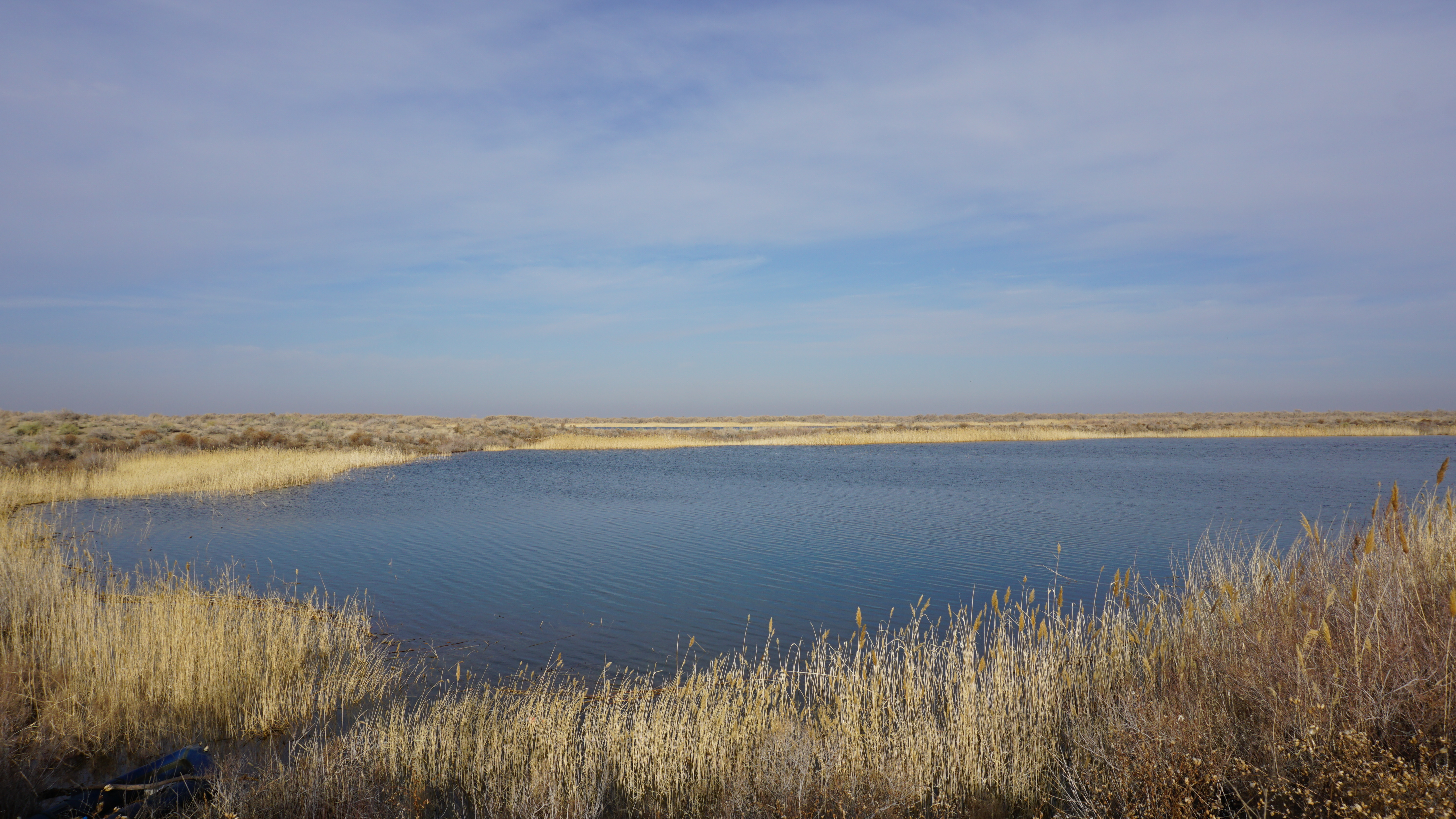
Амудар'я. Бірунійський район
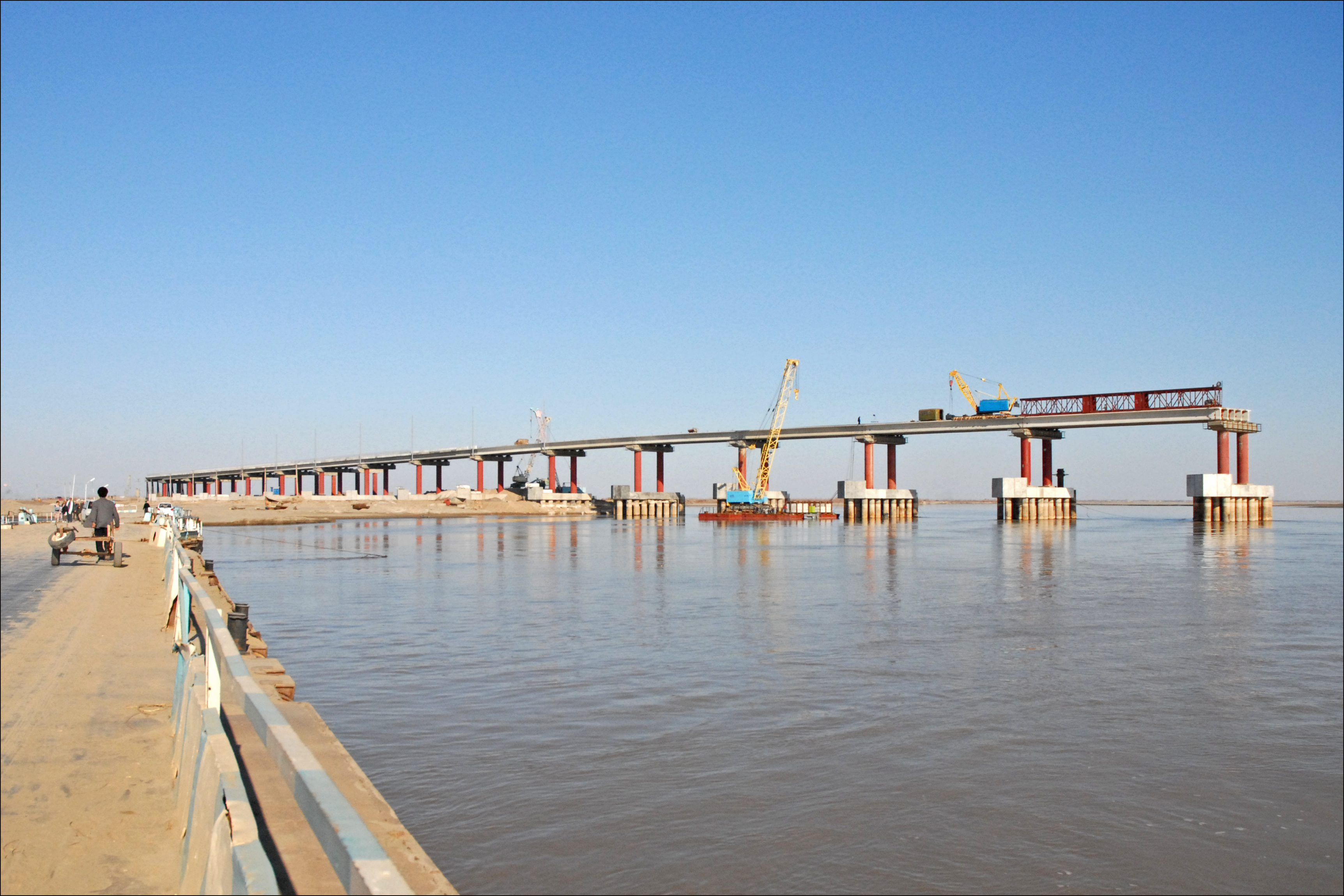
Будівництво мосту через Амудар'ю
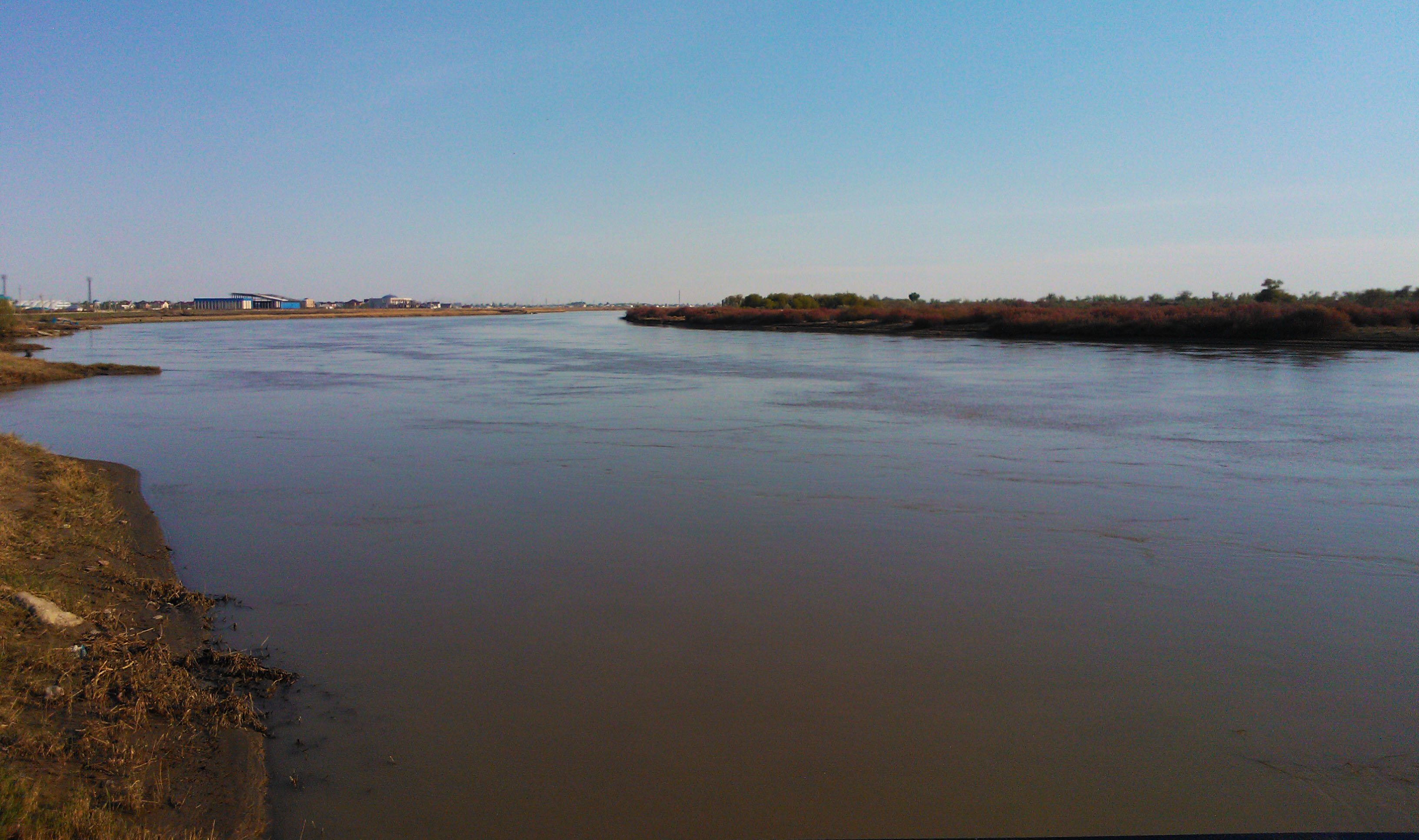
Сирдар'я
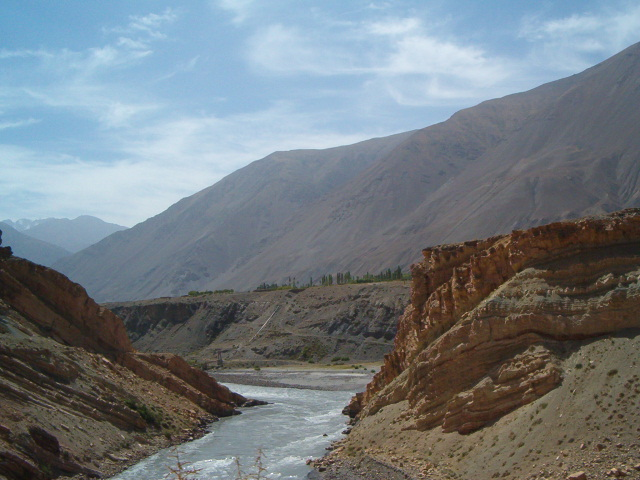
Зарафшан
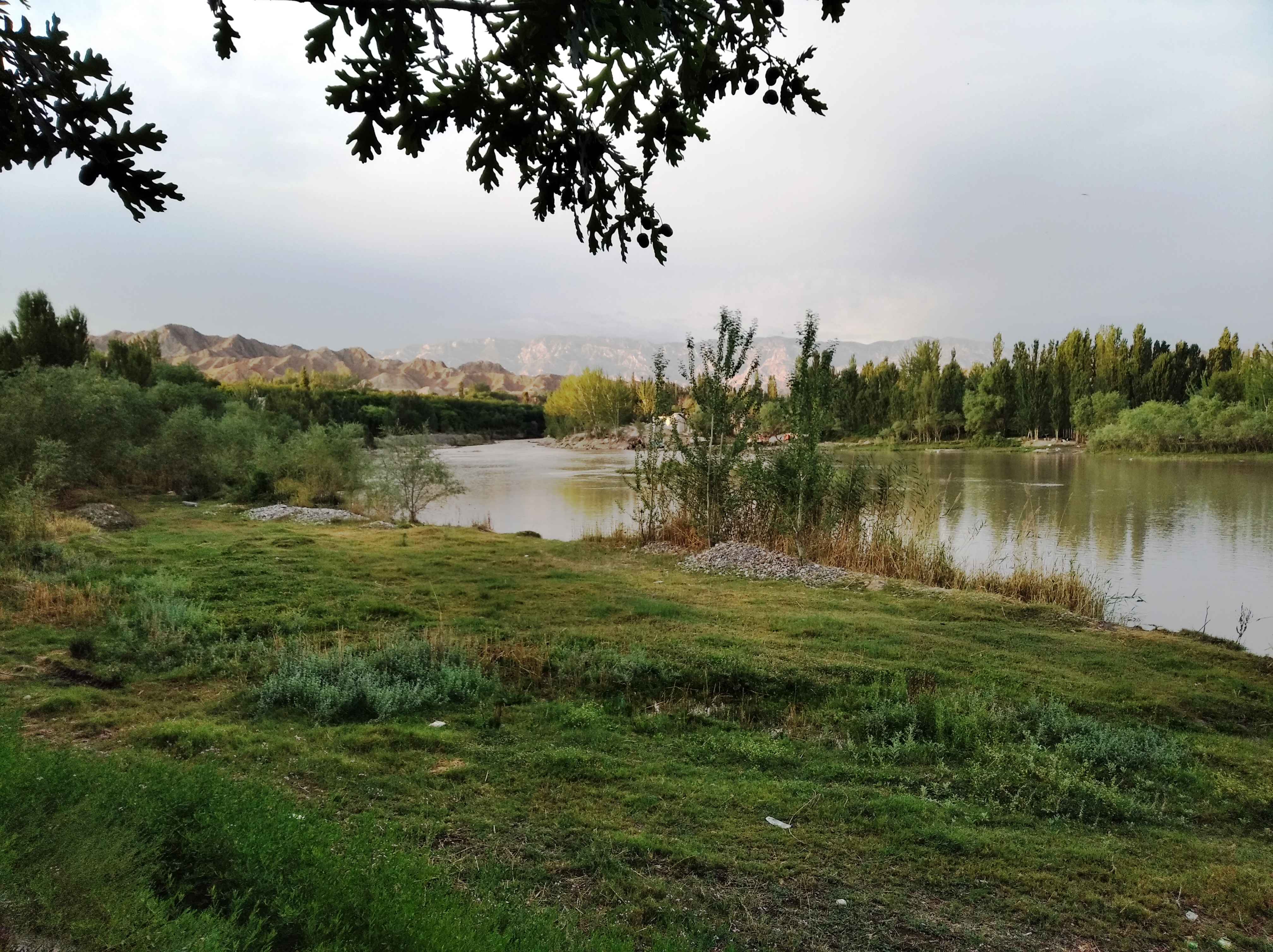
Ісфара

### Озера
Узбекистан не має великої кількості природних озер. Більшість з них — залишки давніх морів або річкові стариці. Деякі озера виникли внаслідок антропогенної діяльності. Основні озера Узбекистану — Арал, Арнасай, Айдаркуль, Тузкан; в низовьях Зарафшана — Денгизкуль, Шоркуль, Каракир; в Ферганській долине — Ахсикенткуль; в низовьях Амударьи — Сарикамишське, Судоче, Улугшуркуль та інші. Площа водної поверхні цих озер від кількох сот гектарів до кількох квадратних кілометров. 

#### Аральське море
Аральське море — колись четверте за величиною солоне озеро у світі, розташоване на північному заході країни на кордоні з Казахстаном. Це єдине велике озеро в Узбекистані. Площа Аральського моря в 1980—1990-х роках сильно скоротилася, оскільки більша частина води річок, які в нього впадають, використовується для зрошування земель. До 1998 берегова лінія Аральського моря відступила місцями на 80 км, а саме море розпалося декілька ізольованих водойм: Північне (Мале) Аральське море в Казахстані та залишки Південного Аралу — на території Узбекистану. На сьогодні можна говорити про Аральське море як колишнє, нині воно є прикладом екологічної катастрофи антропогенного походження. Замість води тут утворились численні солончаки, піски і такири, які перетворилися на джерело забруднення повітря й сприяли зміні клімату в регіоні.

Висихання Аральського моря впродовж 1960-2014 років
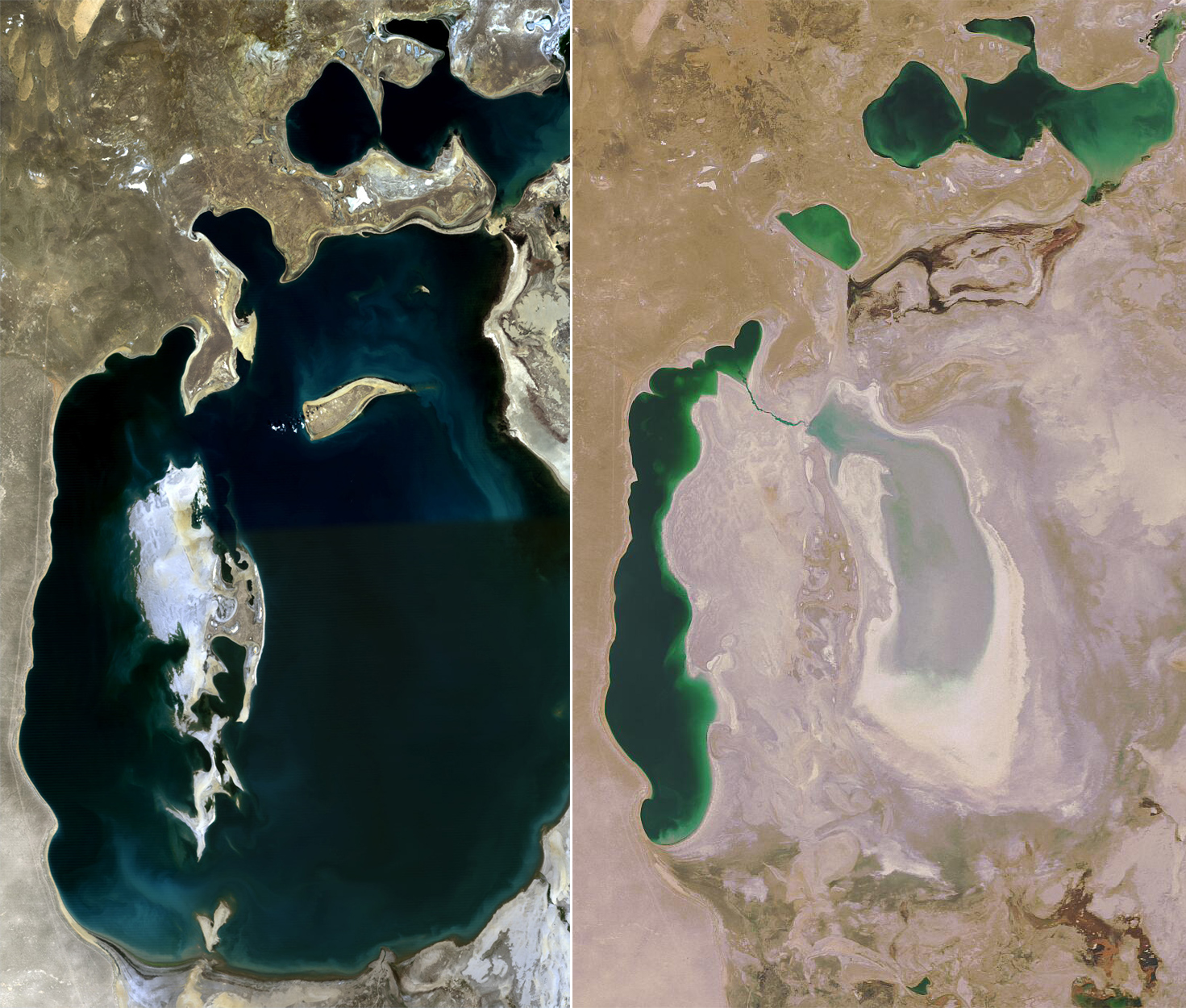
Висихання Аральського моря впродовж 1989—2008 років
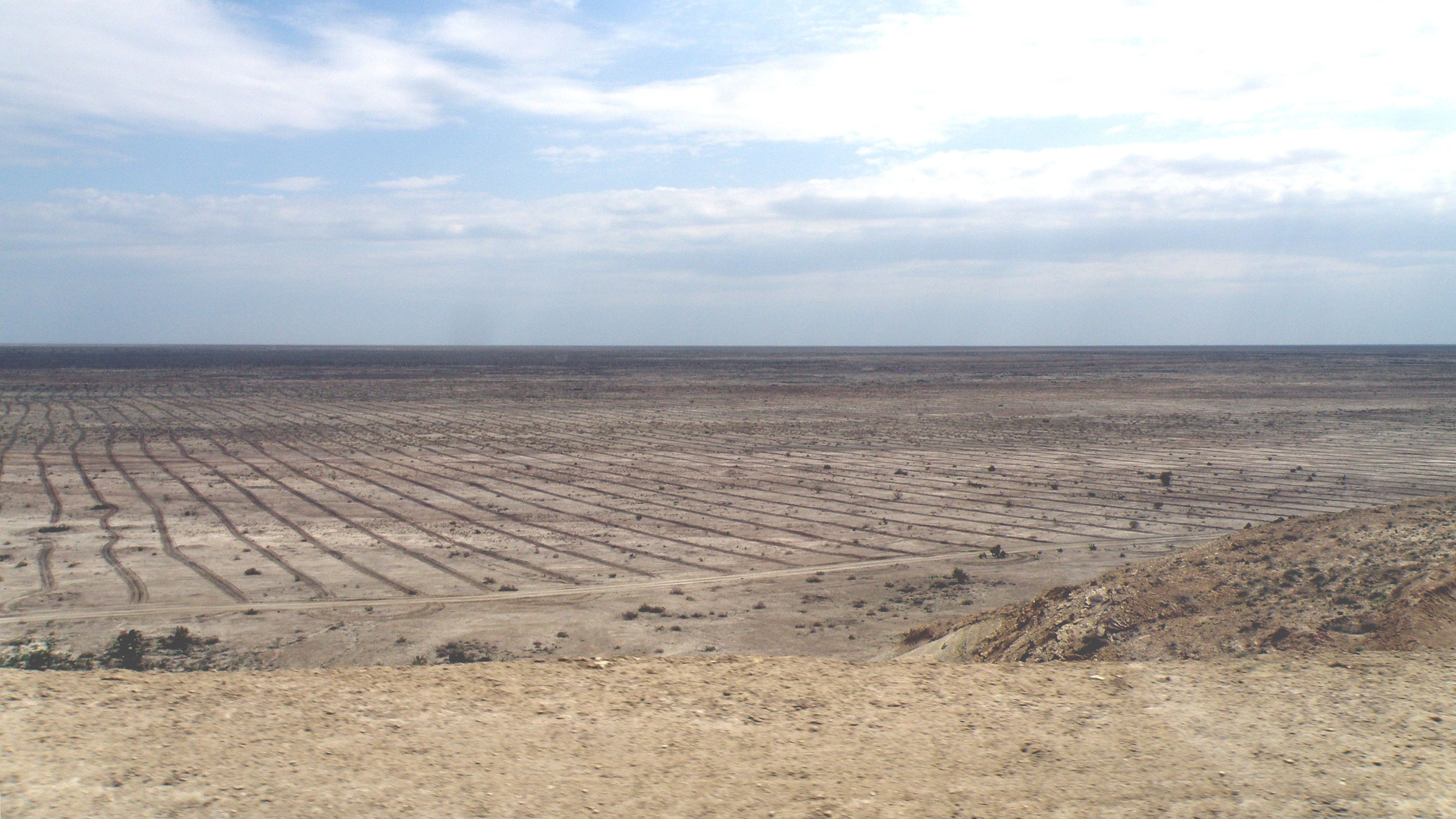
Дно колишнього Аральського моря
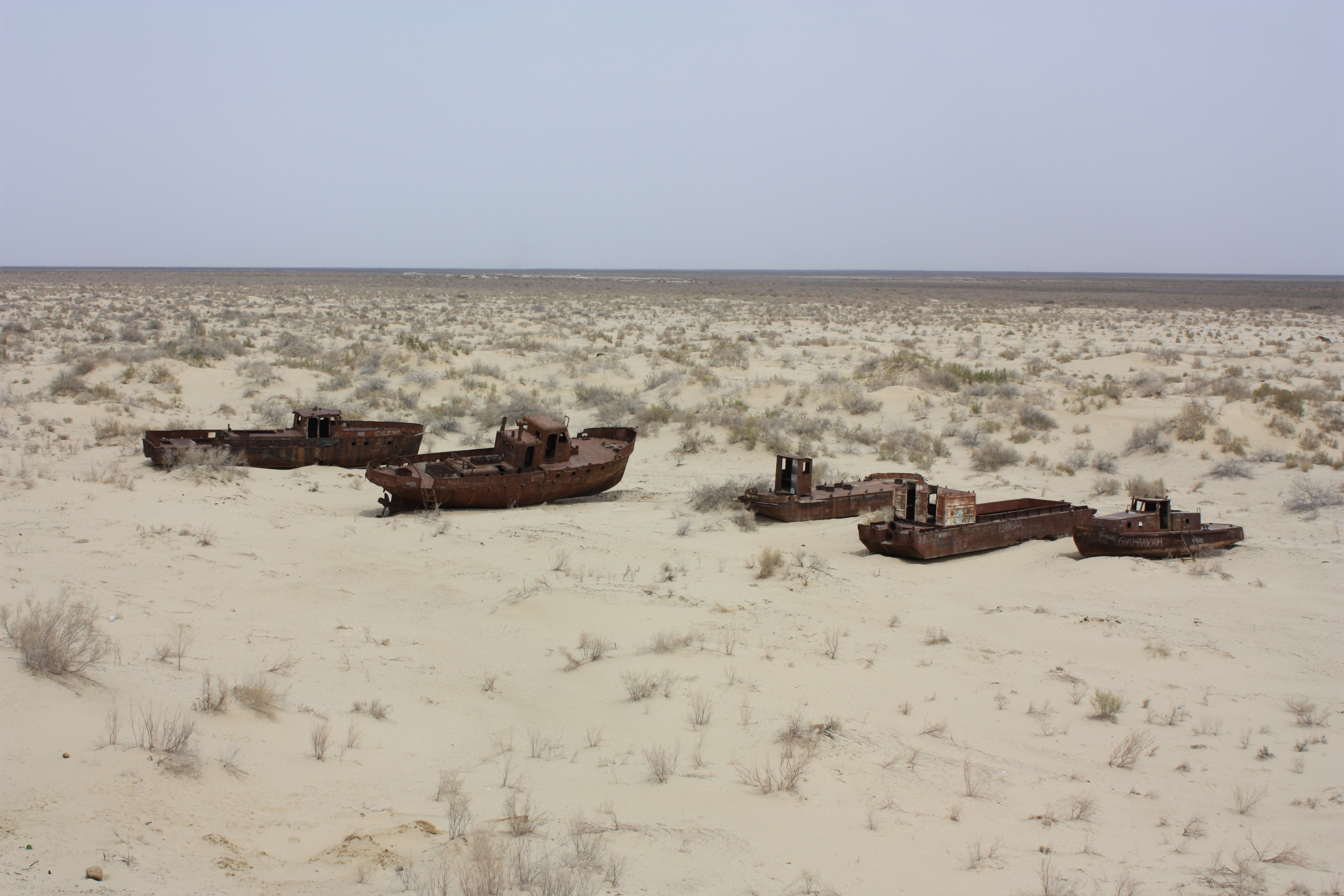
Колишній порт Муйнак
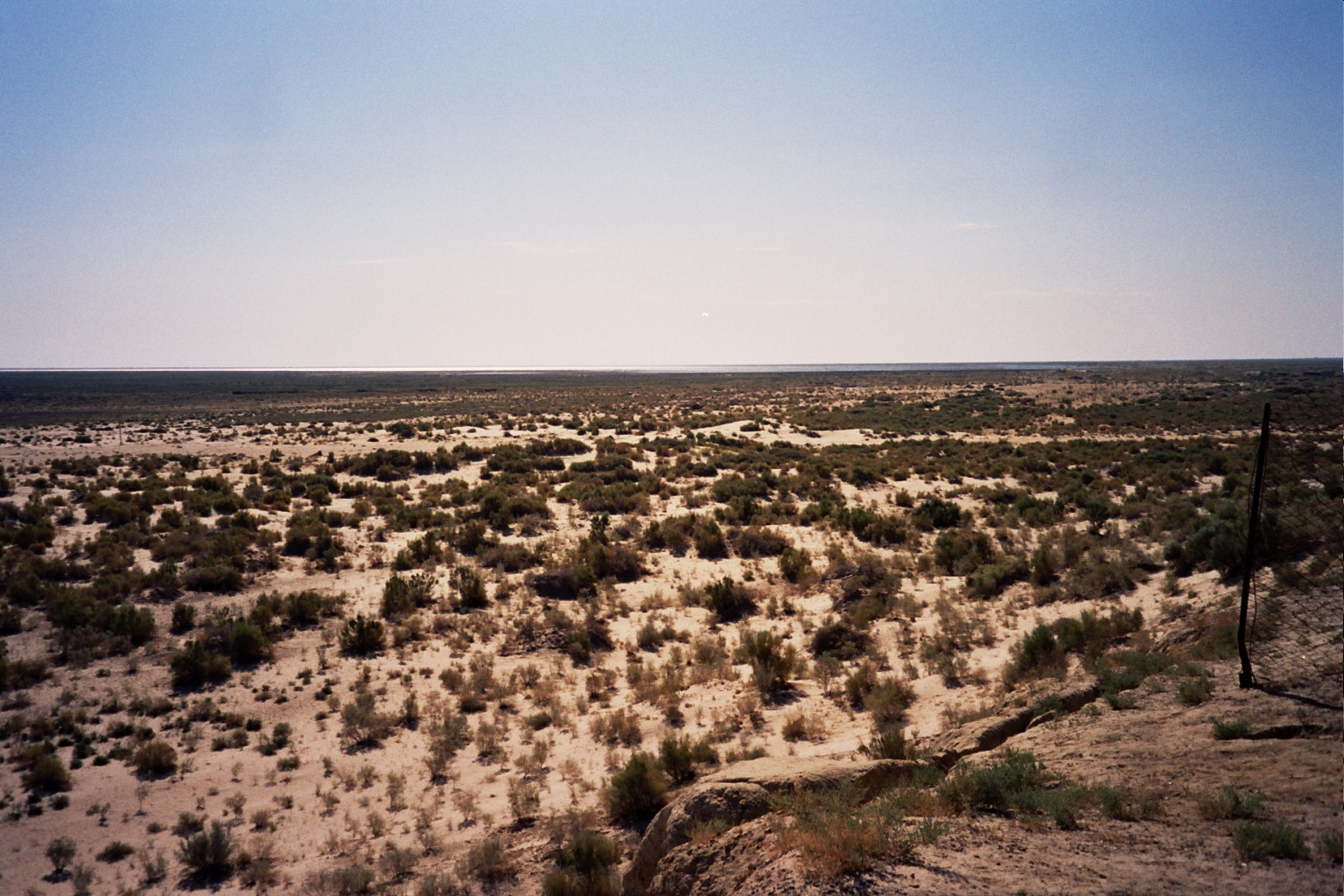
Солончаки

#### Сарикамишське озеро
Сарикамишське озеро розташоване на південному заході країни, частково на території Туркменістану. Це безстічне солоне озеро, яке нині живиться штучними стоками та дренажними водами. У періоди інтенсивного скидання вод з Амудар'ї воно тимчасово збільшується.

#### Айдар-Аралська система
Айдарсько-Каркаринська система включає озера Айдаркуль, Тузкан та інші. Вона сформувалася в 1969 році внаслідок аварійного скиду вод з річки Сардоба. Нині це одне з найбільших водоймищ Узбекистану, яке використовується для рибальства, рекреації та водопостачання.

### Водосховища. Канали
Узбекистан має близько 55 великих і середніх водосховищ, які відіграють важливу роль у забезпеченні населення водою, іригації та енергетиці. Найбільші з них:
- Чарвацьке водосховище розташоване в Ташкентській області, утворене на річці Чирчик. Має об'єм понад 2 км³, використовується для гідроенергетики, водопостачання та відпочинку;
- Туямуюнське водосховище створене на Амудар'ї, на кордоні з Туркменістаном; важливе для зрошення посушливих регіонів південного заходу;
- Ахангаранське водосховище забезпечує потреби центральної частини країни;
- Чардаринске, Каттакурганське, Туябугузьке тощо.

Іригаційна система Узбекистану надзвичайно розгалужена. Основними магістральними каналами є:
- Великий Ферганський канал збудований у 1939 році, його довжина становить понад 270 км. Забезпечує водою Ферганську долину;
- Каракульський канал — один з головних каналів, що бере воду з Амудар’ї. Разом із Амубухарським каналом вони живлять південні області;
- Південно-Ферганський канал — основа розгалуженої системи в Андижанській і Ферганській областях.

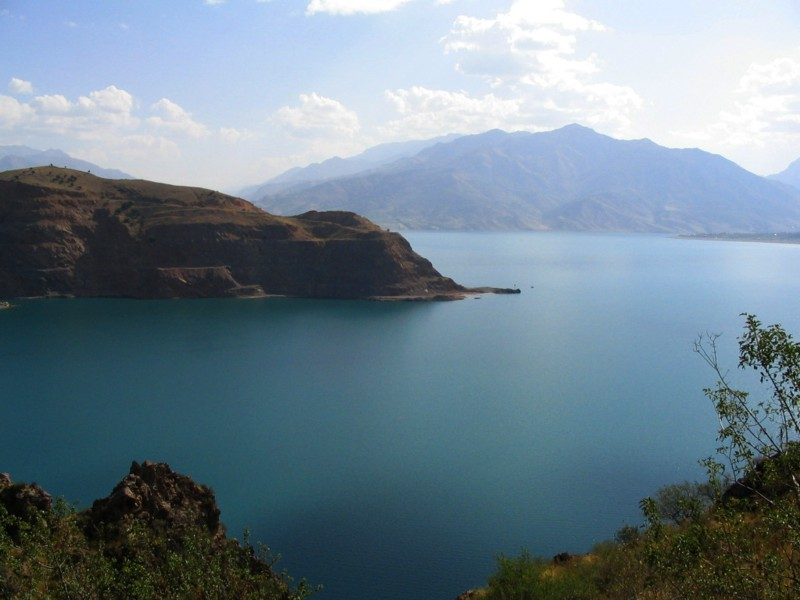
Чарвацьке водосховище
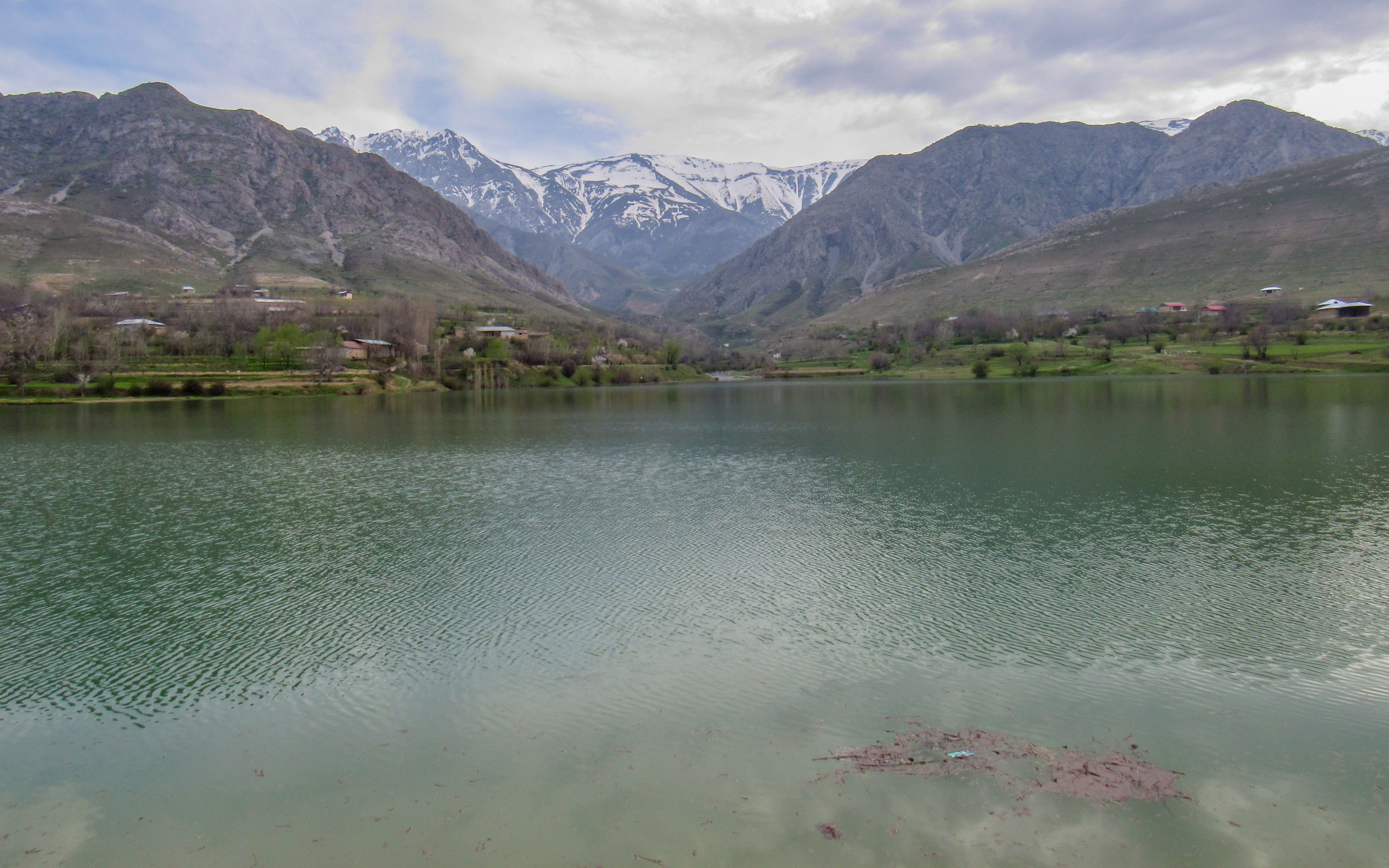
Камангаранське водосховище
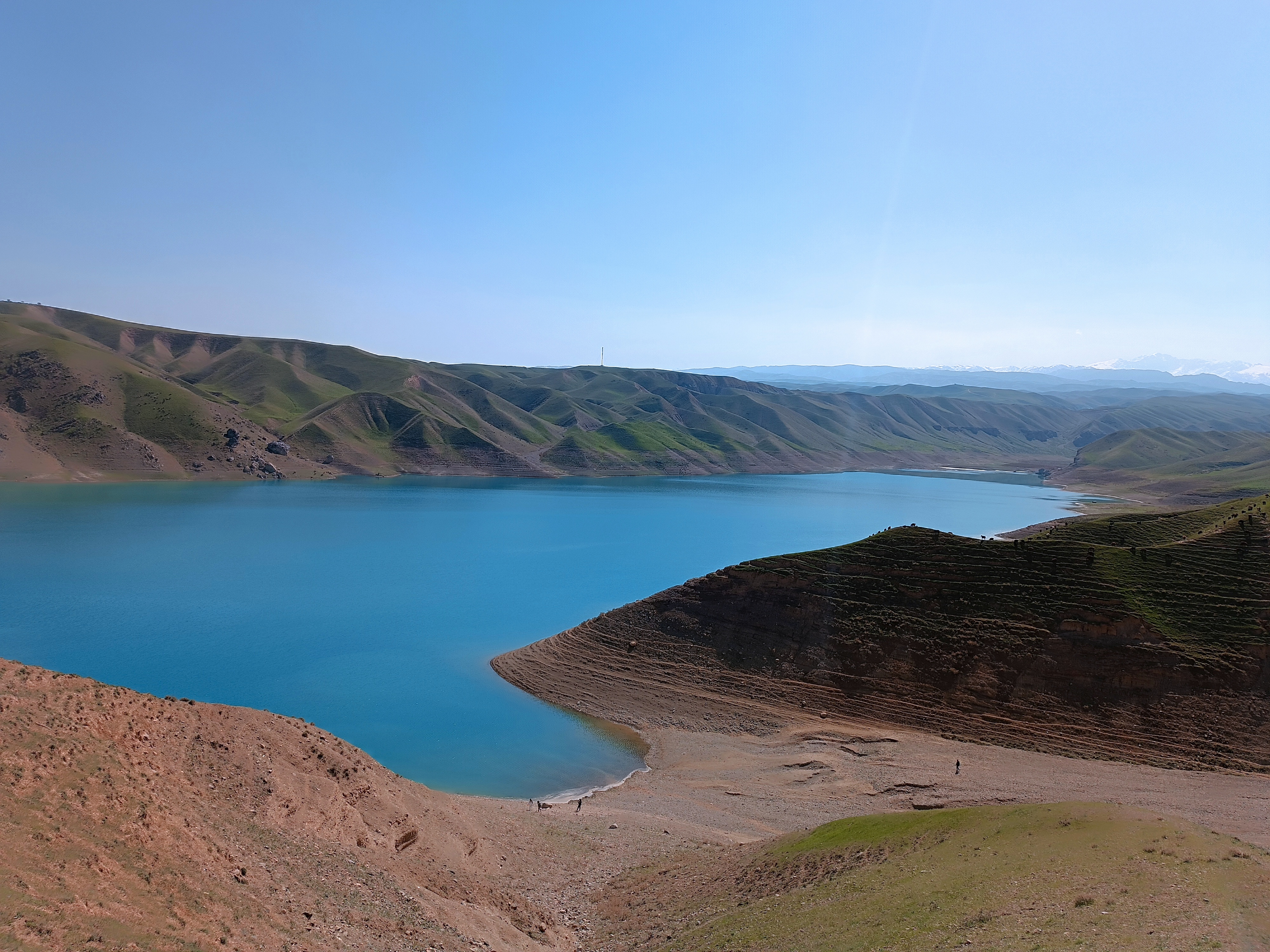
Заамінське водосховище
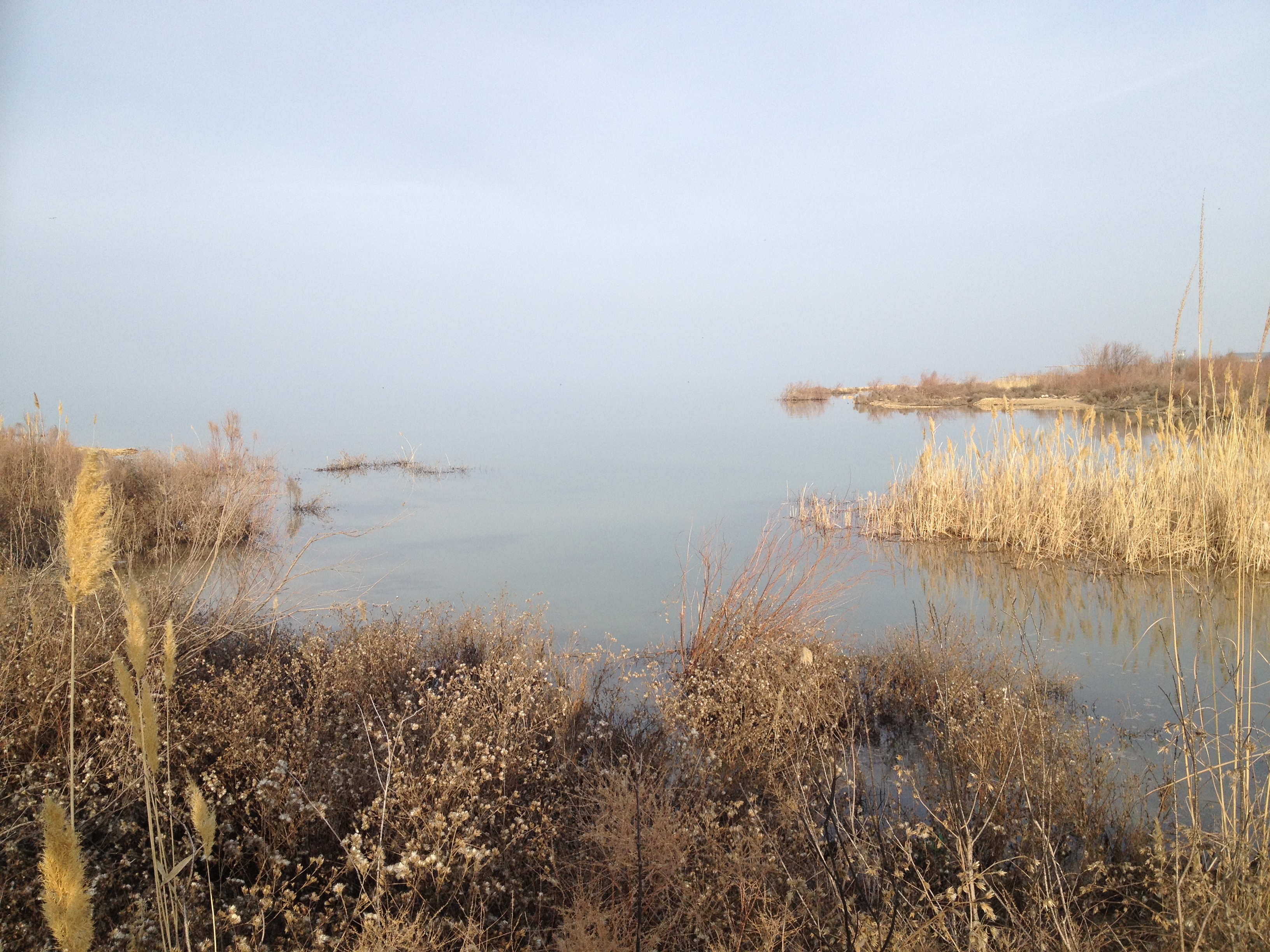
Тудакульське водосховище
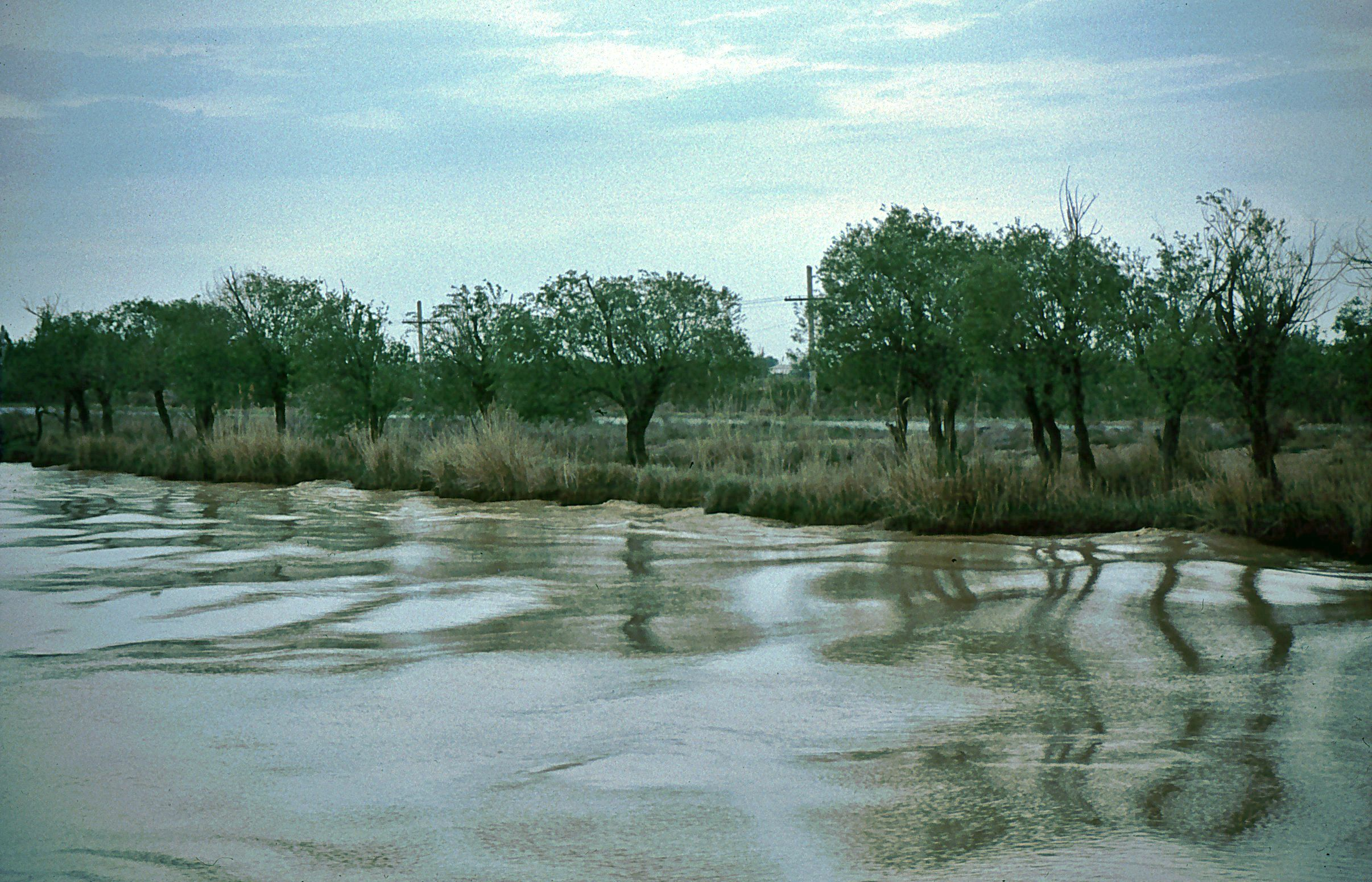
Каракумський канал

### Підземні води
В умовах обмеженої кількості поверхневих вод Узбекистан активно використовує підземні води. У країні розвідано понад 2000 джерел підземних вод, які поділяються на прісні (використовуються для пиття), мінеральні (мають лікувальні властивості) і термальні (застосовуються в рекреаційних і енергетичних цілях). Найбільш відомі термальні води розташовані поблизу Ташкента, Шахрісабза та Бухари.

## Ґрунти

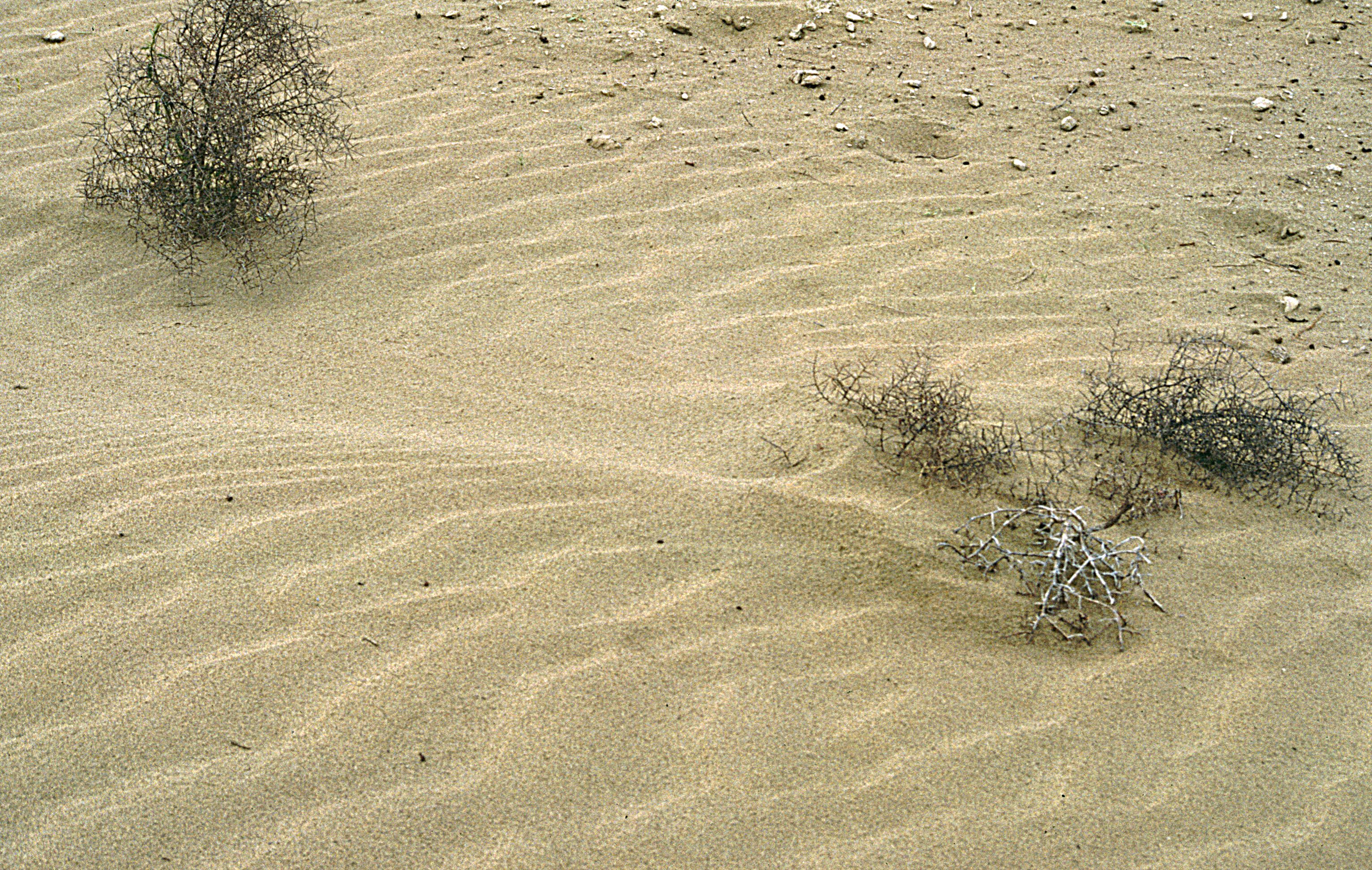
Кизилкумські піски

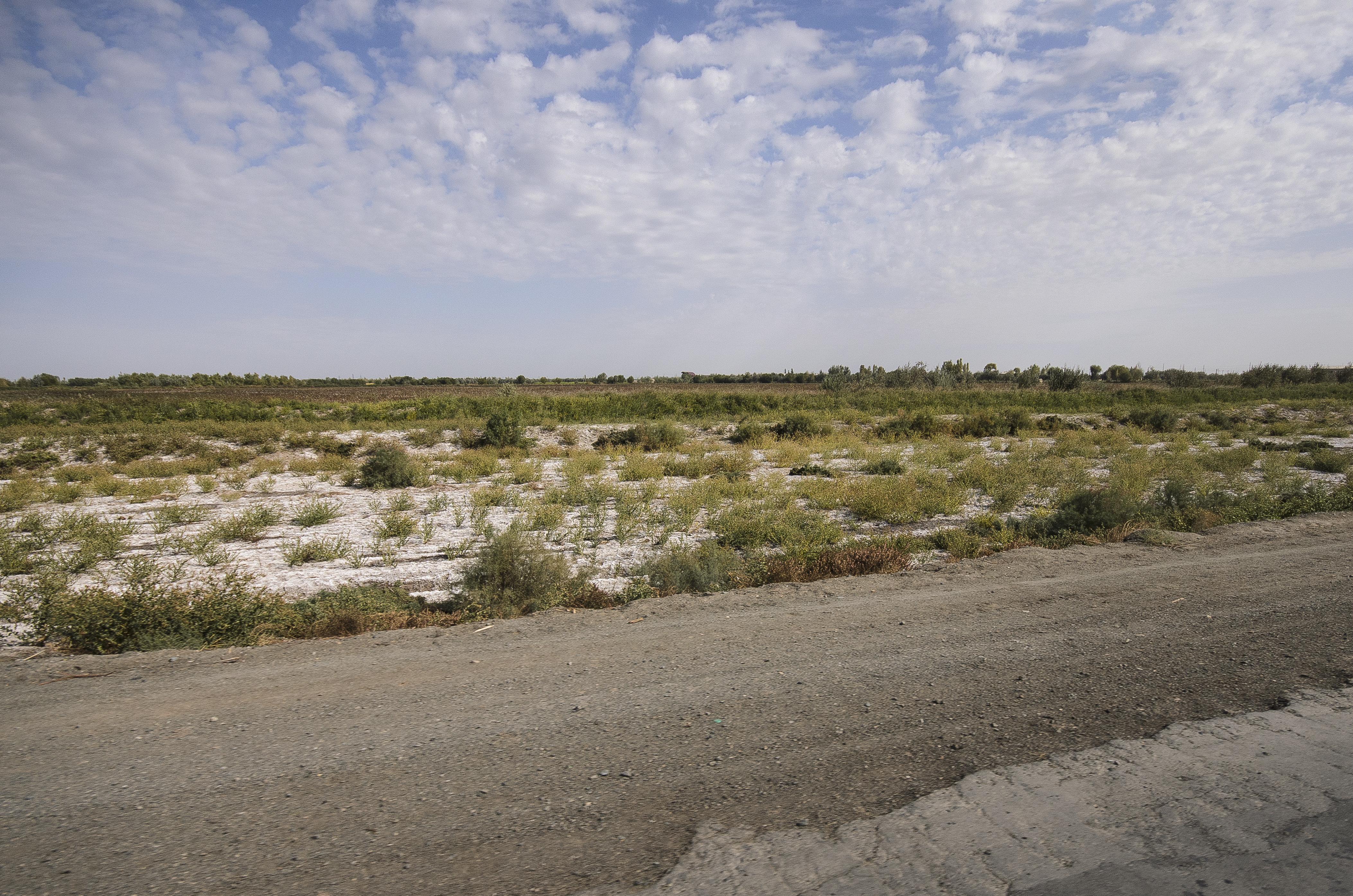
Солончаки

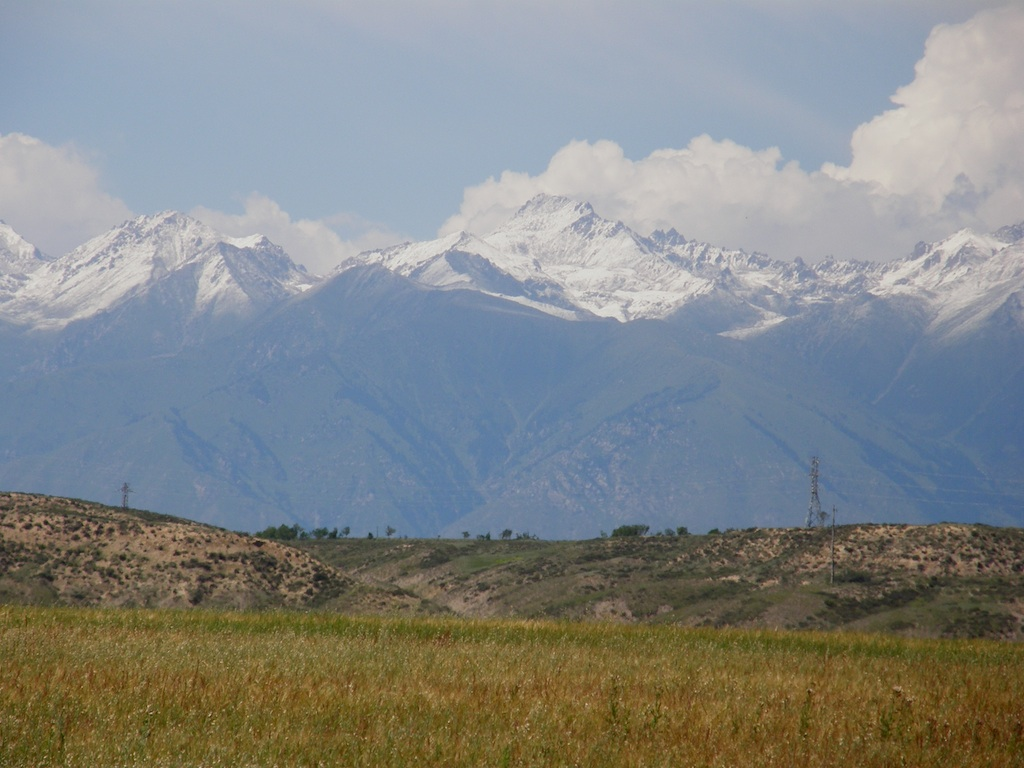
У передгір'ях Тянь-Шаню

Ґрунтовий покрив країни — складна й надзвичайно різноманітна біокосна система, сформована в умовах аридного клімату, гірського рельєфу та активної діяльності людини.  Основними типами ґрунтів Узбекистану є:
- Сіро-бурі (сіроземи) — найпоширеніші ґрунти країни, займають понад 50 % оброблюваних земель. Вони утворюються в умовах недостатнього зволоження і характерні для передгірських рівнин і оазисів. Підвиди: 1) світлі сіроземи бідні на гумус (до 1 %), засолені, використовуються в зрошуваному землеробстві; 2) звичайні сіроземи мають дещо кращі властивості, але теж потребують зрошення; 3) темні сіроземи найбільш родючі серед сіроземів (гумус до 2—3 %), поширені в долинах Зарафшану, Фергани, Сурхандар'ї.
- Пустельні ґрунти переважають у Кизилкумах, Приараллі, Каракалпакстані. Умови Сформовані в умовах надзвичайно низької вологості, бідної рослинності й високої мінералізації ґрунтових вод. Мають дуже низький вміст гумусу, сильну засоленість, за структурою часто наближені до солончаків і солонців. Використовуються як пасовища.
- Засолені ґрунти поширені в дельтах Амудар'ї та Сирдар'ї, Приараллі, оазисах із підвищеним рівнем ґрунтових вод. Через інтенсивне зрошення та неправильну дренажну систему значна частина ґрунтів Узбекистану вторинно засолена. Види: 1) солончаки — сильно засолені, мають білу сіль на поверхні; 2) солонці  — містять натрієві солі, ущільнений солонцюватий горизонт. За умови інтенсивного промивання, гіпсування і дренажу придатні для вирощування спеціальних культур (соя, люцерна, рис).
- Алювіальні та лугово-алювіальні ґрунти поширені в долинах річок Амудар'я, Сирдар'я, Зарафшан. Формуються на річкових наносах, мають високу родючість, особливо після зрошення. Мають глибокий гумусовий горизонт і добру водопроникність. Інтенсивно використовуються для овочівництва, садівництва, виноградарства.
- Гірські ґрунти поширені в гірських районах (Тянь-Шань, Паміро-Алай): 1) гірсько-сіроземні — переходна форма між рівнинними сіроземами та гірськими ґрунтами; 2) відносно рідкісні гірсько-лісові поширені в зонах гірських лісів; 3) гірсько-лугові формуються вище 2000 м, мають високий вміст гумусу; використовуються для пасовищного скотарства та садівництва.

## Рослинний світ

### Флора

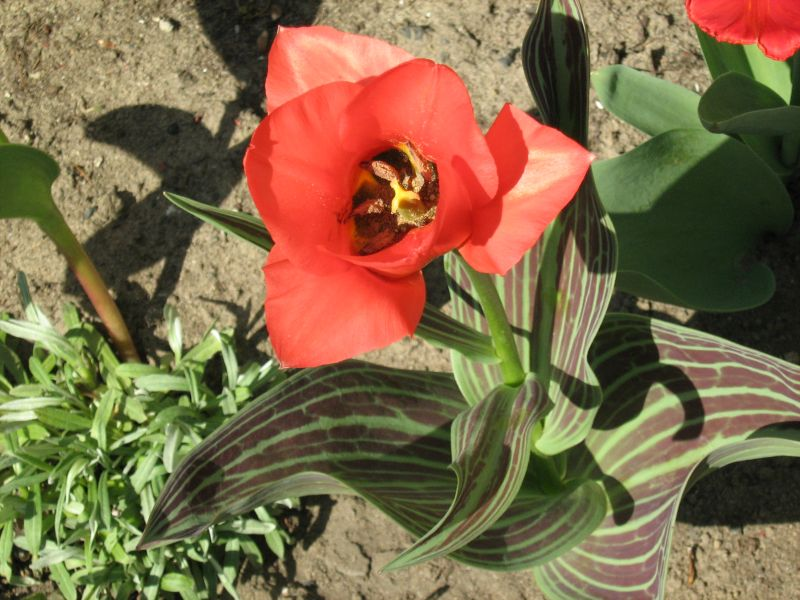
Тюльпан Грейга

Унікальні кліматичні та географічні умови Узбекистану сформували багатий і своєрідний рослинний світ, що включає як пустельні, так і гірські види, з багатьма ендеміками та реліктами.
Флора Узбекистану нараховує понад 4500 видів судинних рослин, з яких близько 20 % ендемічні. Це досить високий показник, що свідчить про специфіку еволюційного розвитку та ізольованість окремих екосистем. Основу флори становлять представники родин айстрових (Asteraceae), капустяних (Brassicaceae), бобових (Fabaceae), зонтичних (Apiaceae), гвоздикових (Caryophyllaceae) та лілійних (Liliaceae). Особливо флористично багатими є гірські райони, які є справжніми центрами біологічного різноманіття. Наприклад, у Західному Тянь-Шані ростуть численні ендеміки, зокрема ефедра тянь-шанська, ряд видів цибуль (Allium), тюльпанів (Tulipa), горицвітів (Adonis) тощо. Лісова флора представлена понад 1500 видами рослин, серед яких близько 100 є ендемічними.
До Червоної книги Узбекистану занесені 324 види вищих рослин, що належать до 65 родин. Найбільше представництво мають родини айстрових, капустяних, бобових, лілійних, губоцвітих. Серед них, у першу чергу, слід відмітити ендемічні та реліктові тюльпан Грейга (Tulipa greigii), цибулю алайську (Allium alaschanicum), арчу семіроздільну (Juniperus semiglobosa), айлант туркестанський (Ailanthus turkestanica), сефлерію туркестанську (Cephalorrhynchus turkestanicus), айву бухарську (Cydonia oblonga var. bucharica), мигдаль бухарський (Amygdalus bucharica) та ін.

### Рослинність
Найпоширенішим типом рослинності є пустельна, адже пустелями зайнято понад 60 % території країни. Рослинний покрив тут розріджений, переважають псамофітні (піщанолюбні) і ксерофітні види рослин. Основними представниками пустельної рослинності є саксаул чорний (Haloxylon aphyllum) і білий (Haloxylon persicum), солянки (Salsola), полини (Artemisia), кандими (Calligonum), ефемери (Schismus arabicus, Anisantha tectorum, Plantago тощо). Незважаючи на зовнішню одноманітність, пустелі мають багатий сезонний аспект, особливо навесні.
На південному заході й заході країни поширені степи і передгірські рівнини із сухостеповою і напівпустельною ксерофітною рослинністю. Тут домінують злаки (ковили, костриці, житняки), бобові (астрагали, люцерна) та ефемери (дрібні однорічні трави, активні лише навесні). У весняний період вони покриваються яскравими килимами з тюльпанів, півників, маків, що робить степи одним із найгарніших типів ландшафтів Узбекистану.
Гірські масиви Західного Тянь-Шаню, Паміро-Алаю та Нуратау є найціннішими в ботанічному відношенні. З підняттям висоти змінюються вертикальні пояси рослинності: 1) у передгір'ях (до 1000 м) переважають чагарники, рідше трапляються лісонасадження з мигдалю, фісташки та горіху волоського; 2) у середньогір'ях (1000— 2000 м) поширені ялівцеві (арчові) ліси, які є залишками корінних лісових екосистем; 3) у високогір'ях (понад 2000 м) поширені альпійські та субальпійські луки з високою біомасою та різнотрав'ям (дзвоники (Campanula), рутвиця (Thalictrum), різні злаки, едельвейси).

#### Лісова рослинність
Лісова рослинність країни є азональною і представлена пустельними, заплавно-річковими та гірськими лісами. Лісовий фонд Узбекистану становить 19 % від площі країни. Пустельні ліси складають найбільшу його частку. Найпоширенішими є саксаулові ліси (Haloxylon), що ростуть у Каракумах, Кизилкумі та на піщаних рівнинах. До складу пустельних лісів входять також джузгун (Calligonum), тамарикс (Tamarix), солянка (Salsola), піщані акації (Ammodendron) тощо. Заплавні ліси зосереджені вздовж великих річок та їхніх приток. Тут ростуть туранга (Populus diversifolia), верби, тополі, лох (Elaeagnus). Ці ліси мають особливу цінність як природний захист від розмиву берегів, осередки рідкісних видів птахів та інших тварин. Гірські ліси зосереджені у хребтах Західного Тянь-Шаню, Гісарських та Зарафшанських горах, а також у передгірних зонах. Вони займають приблизно 2 % площі країни, але мають надзвичайно важливе значення як джерело водних ресурсів та збереження біорізноманіття. Домінуючою породою тут є ялівець, фісташка справжня (Pistacia vera), мигдаль бухарський, горіх волоський, абрикос, дикий виноград, плодові види шипшини тощо. Ці ліси є місцем проживання багатьох рідкісних видів тварин. 

## Тваринний світ
У зоогеографічному відношенні територія країни відноситься до Голарктичної області, рівнинні пустельні території заходу — до Ірано-Турецької провінції Середземноморської підобласті, гори сходу — до Нагірно-Азійської провінції Центральноазійської підобласті.

## Стихійні природні явища
Географічне розташування країни, кліматичні особливості та антропогенний вплив формують унікальні умови для виникнення різноманітних стихійних природних явищ. Найпоширенішими стихійними лихами в Узбекистані є землетруси, зсуви, повені, пилові бурі, посухи та засолення ґрунтів:
- Землетруси. Узбекистан розташований у сейсмічно активному регіоні Центральної Азії, де відбувається тектонічне зіткнення Євразійської та Індійської плит. Найбільш сейсмонебезпечними є гірські райони на сході та південному сході країни. Тут регулярно реєструються землетруси магнітудою від 4 до 7 балів за шкалою Ріхтера.
- Зсуви та  селеві потоки. Зсуви найчастіше трапляються у передгірських районах на сході країни, особливо у Ферганській долині. Основним причинами є надмірні опади, весняне танення снігу, землетруси, нераціональна господарська діяльність (розорювання схилів, вирубка лісів).
- Посухи. В умовах зростання температури та зміни клімату частота посух значно зросла.
- Пилові та піщані бурі . Через дефляцію у пустельних та напівпустельних районах Узбекистану часто виникають пилові бурі. Основними джерелами пилу є пустелі Кизилкум та Каракум, а також пересохле дно Аральського моря.
- Повені та паводки. Незважаючи на посушливий клімат, весняне танення снігів та сильні дощі можуть призводити до раптових паводків, особливо у гірських районах. Зокрема, річки Сурхандар'я, Зеравшан, Чирчик часто виходять з берегів.
- Опустелювання та деградація ґрунтів. Масове вирощування бавовни в радянський період значно вичерпало водні ресурси Амудар'ї та Сирдар'ї, що у свою чергу сприяло висиханню Аралу і утворення так званого Аралкуму. Інтенсивне зрошення, особливо без дотримання агротехнічних норм, спричинило підвищення рівня ґрунтових вод і засолення земель, у тому числі прилеглих до сільськогосподарських угідь.

## Природні ресурси

### Мінеральні ресурси
Надра Узбекистану багаті на ряд корисних копалин: природний газ, нафту, кам'яне вугілля, золото, уранові руди, срібло, мідь, свинець, цинк, вольфрам, молібден.

### Водні ресурси
Загальні запаси відновлюваних водних ресурсів (ґрунтові і поверхневі прісні води) становлять 48,87 км³. Станом на 2012 рік в країні налічувалось 42,15 тис. км² зрошуваних земель.

### Земельні ресурси
Земельні ресурси Узбекистану (оцінка 2011 року):
- придатні для сільськогосподарського обробітку землі — 62,6 %,
  - орні землі — 10,1 %,
  - багаторічні насадження — 0,8 %,
  - землі, що постійно використовуються під пасовища — 51,7 %;
- землі, зайняті лісами і чагарниками — 7,7 %;
- інше — 29,7 %[1].

## Охорона природи
Серед екологічних проблем Узбекистану варто відзначити:
- промислове забруднення у великих містах;
- забор води на потреби вирощування бавовнику з Амудар'ї призвів до пересихання Аральського моря і найбільшої екологічної катастрофи Середньої Азії: колапс риболовлі, донна сіль разом з накопиченими пестицидами розноситься вітрами на великі відстані, спричинюючі проблеми зі здров'ям у населення;
- спустелювання;
- забруднення вод промисловими стоками і сільськогосподарськими хімікатами, що призводить до масових захворювань;
- засолення ґрунтів;
- забруднення ґрунтів радіонуклідами, хімікатами, пестицидами (ДДТ).

Узбекистан є учасником ряду міжнародних угод з охорони навколишнього середовища:
- Конвенції про біологічне різноманіття (CBD),
- Рамкової конвенції ООН про зміну клімату (UNFCCC),
- Кіотського протоколу до Рамкової конвенції,
- Конвенції ООН про боротьбу з опустелюванням (UNCCD),
- Конвенції про міжнародну торгівлю видами дикої фауни і флори, що перебувають під загрозою зникнення (CITES),
- Конвенції про заборону військового впливу на природне середовище (ENMOD),
- Рамсарської конвенції із захисту водно-болотних угідь[12],
- Базельської конвенції протидії транскордонному переміщенню небезпечних відходів,
- Монреальського протоколу з охорони озонового шару[1].

## Фізико-географічне районування
У фізико-географічному відношенні територію Узбекистану можна розділити на _ райони, що відрізняються один від одного рельєфом, кліматом, рослинним покривом: .

### Українською
- Атлас світу / голов. ред. І. С. Руденко ; зав. ред. В. В. Радченко ; відп. ред. О. В. Вакуленко. — К. : ДНВП «Картографія», 2005. — 336 с. — ISBN 9666315467.
- Атлас. 7 клас. Географія материків і океанів / Укладачі О. Я. Скуратович, Н. І. Чанцева. — К. : ДНВП «Картографія», 2014.
- Бєлозоров С. Т. Географія материків. — К. : Вища школа, 1971. — 371 с.
- Барановська О. В. Фізична географія материків і океанів : навч. посіб. для студентів ВНЗ : [у 2 ч.]. — Н. : Ніжинський державний університет ім. Миколи Гоголя, 2013. — 306 с. — ISBN 978-617-527-106-3.
- Узбекистан // Гірничий енциклопедичний словник : [у 3-х тт.] / за ред. В. С. Білецького. — Д. : Східний видавничий дім, 2004. — Т. 3. — 752 с. — ISBN 966-7804-78-X.
- Дубович І. А. Країнознавчий словник-довідник. — 5-те вид., перероб. і доп. — К. : Знання, 2008. — 839 с. — ISBN 978-966-346-330-8.
- Кукурудза С. І. Біогеографія: Підручник. — Львів : Вид-во ЛГУ ім. Івана Франка, 2006 — 504 с. — ISBN 966-613-502-7
- Назаренко І. І., Польчина С. М., Нікорич В. А. Ґрунтознавство: Підручник. — Чернівці : Книги—ХХІ, 2004. — 400 с.
- Панасенко Б. Д. Фізична географія материків : навч. посіб. : в 2 ч. — В. : ЕкоБізнесЦентр, 1999. — 200 с.
- Позняк С. П. Ґрунтознавство і географія ґрунтів:  Підручник. У 2-х част. Ч. 2. — Львів : Вид-во ЛНУ, 2010. —  286 с.
- Фізична географія материків та океанів : підруч. для студ. вищ. навч. закл. : у 2 т / за ред. П. Г. Шищенка. — К. : Видавництво Київського нац. ун-т ім. Т. Шевченка, 2009. — Т. 1. : Азія. — 643 с. — ISBN 978-966-439-257-7.
- Юрківський В. М. Регіональна економічна і соціальна географія. Зарубіжні країни: Підручник. — 2-ге. — К. : Либідь, 2001. — 416 с. — ISBN 966-06-0092-5.

### Англійською
- (англ.) Graham Bateman. The Encyclopedia of World Geography. — Andromeda, 2002. — 288 с. — ISBN 1871869587.

### Російською
- (рос.) Авакян А. Б., Салтанкин В. П., Шарапов В. А. Водохранилища. — М. : Мысль, 1987. — 326 с. — (Природа мира)
- (рос.) Алисов Б. П., Берлин И. А., Михель В. М. Курс климатологии [в 3-х тт.] / под. ред. Е. С. Рубинштейна. — Л. : Гидрометиздат, 1954. — Т. 3. Климаты земного шара. — 320 с.
- (рос.) Апродов В. А. Вулканы. — М. : Мысль, 1982. — 368 с. — (Природа мира)
- (рос.) Апродов В. А. Зоны землетрясений. — М. : Мысль, 2010. — 462 с. — (Природа мира) — ISBN 978-5-244-01122-7.
- (рос.) Бабаев А. Г., Зонн И. С., Дроздов Н. Н., Фрейкин З. Г. Пустыни. — М.  : Мысль, 1986. — 320 с. — (Природа мира)
- (рос.) Дроздов Н. Н., Мяло Е. Г. Биогеография мира: Учебник. — М. : Высшая школа, 1985. — 272 с.
- (рос.) Букштынов А. Д., Грошев Б. И., Крылов Г. В. Леса. — М. : Мысль, 1981. — 316 с. — (Природа мира)
- (рос.) Власова Т. В. Физическая география материков. С прилегающими частями океанов. Евразия, Северная Америка. — 4-е, перераб. — М. : Просвещение, 1986. — 417 с.
- (рос.) Второв П. П., Дроздов Н. Н. Биогеография: Учебник. — М. : ВЛАДОССПРЕСС, 2001. — 304 с. — ISBN 5-305-00024-6
- (рос.) Гвоздецкий Н. А. Карст. — М. : Мысль, 1981. — 214 с. — (Природа мира)
- (рос.) Гвоздецкий Н. А., Голубчиков Ю. Н. Горы. — М. : Мысль, 1987. — 400 с. — (Природа мира)
- (рос.) Гвоздецкий Н. А., Михайлов Н. И. Физическая география СССР. Азиатская часть:  Учебник. — 3 е изд., испр. и доп. — М. : Мысль, 1978. — 512 с.
- (рос.) География / Под ред. П. П. Ващенко, Е. И. Шиповича. — 2-е изд., перераб. и доп. — К. : Вища школа, 1986. — 503 с.
- (рос.) География / под ред. проф. А. П. Горкина. — М. : Росмэн-Пресс, 2006. — 624 с. — (Современная иллюстрированная энциклопедия) — ISBN 5-353-02443-5.
- (рос.) Добровольский В. В. География почв с основами почвоведения: Учеб. пособие. — М. : Просвещение, 1976. — 288 с.
- (рос.) Долгушин Л. Д., Осипова Г. Б. Ледники. — М. : Мысль, 1989. — 448 с. — (Природа мира) — ISBN 5-244-00315-1.
- (рос.) Географический энциклопедический словарь: географические названия / под. ред. А. Ф. Трёшникова. — 2-е изд., доп. — М. : Советская энциклопедия, 1989. — 585 с. — ISBN 5-85270-057-6.
- (рос.) Исаченко А. Г., Шляпников А. А. Ландшафты. — М. : Мысль, 1989. — 504 с. — (Природа мира) — ISBN 5-244-00177-9.
- (рос.) Словарь современных географических названий / под общей редакцией акад. В. М. Котлякова. — Екатеринбург : У-Фактория, 2006.
- (рос.) Лобова Е. В., Хабаров А. В. Почвы. — М. : Мысль, 1983. — 304 с. — (Природа мира)
- (рос.) Максаковский В. П. Географическая картина мира. Книга I: Общая характеристика мира. — М. : Дрофа, 2008. — 495 с. — ISBN 978-5-358-05275-8.
- (рос.) Максаковский В. П. Географическая картина мира. Книга II: Региональная характеристика мира. — М. : Дрофа, 2009. — 480 с. — ISBN 978-5-358-06280-1.
- (рос.) Мусаев П. Г., Мусаев Ж. П. Экономическая и социальная география Узбекистана: Учебник. — 6 изд. — Ташкент: Sharq, 2019. — 176 с. — ISBN 978-9943-26-918-7
- (рос.) Узбекистан // Поспелов Е. М. Топонимический словарь. — М. : АСТ, 2005. — 229 с. — ISBN 5-17-016407-6.
- (рос.) Пфеффер П. Азия. — М. : Прогресс, 1982. — 316 с. — (Континенты, на которых мы живем)
- (рос.) Романова Є. П., Куракова Л. И., Ермаков Ю. Г. Природные ресурсы мира: Учеб. пособие. — М. : Изд-во МГУ 1993. — 304 с. (с. 183—189). — ISBN 5-211-03175-X
- (рос.) Страноведение: Справочник / Довгань Г. Д., Сиротенко А. И., Стадник А. Г. — Харьков : Веста : Изд-во «Ранок», 2007. — 480 с. (с. 266—273). — ISBN 978-966-08-1737-1
- (рос.) Физико-географический атлас мира. — М. : Академия наук СССР и Главное управление геодезии и картографии ГУГК СССР, 1964. — 298 с.
- (рос.) Физическая география Средней Азии и Узбекистана: Учебник / П. Гулямов, Х. Вахабов, П. Баратов и др. — 5 изд. — Ташкент : O'qituvchi, 2017. — 176 с. — ISBN 978–9943–22–095—9
- (рос.) Энциклопедия стран мира / глав. ред. Н. А. Симония. — М. : НПО «Экономика» РАН, отделение общественных наук, 2004. — 1319 с. — ISBN 5-282-02318-0.